# Libye
Pour les articles homonymes, voir Libye (homonymie).
État de Libye
(ar) دَوْلَةُ لِيبْيَا, Dawlatu Lībyā
(ber) ⴰⵡⴰⵏⴽ ⵏ ⵍⵉⴱⵢⴰ 
La Libye (en arabe : لِيبْيَا, Lībyā ; en berbère : ⵍⵉⴱⵢⴰ, Libya), en forme longue l'État de Libye, (en arabe : دَوْلَةُ لِيبْيَا, Dawlaẗu Lībyā ; en berbère : ⴰⵡⴰⵏⴽ ⵏ ⵍⵉⴱⵢⴰ, Awank n Libya), est un État arabe d'Afrique du Nord faisant partie du Maghreb. Elle est bordée au nord par la mer de Libye en mer Méditerranée, au nord-ouest par la Tunisie, à l'ouest par l'Algérie, au sud-ouest par le Niger, au sud-sud-est par le Tchad, au sud-est par le Soudan et à l'est par l'Égypte.  
Elle s'étend sur 1 759 540 km2, ce qui la place au quatrième rang africain et au dix-huitième rang mondial. Sa population est estimée entre 6 et 8 millions d'habitants. Elle se concentre sur les côtes, l'intérieur du pays étant désertique. Sa capitale, Tripoli, sur la côte méditerranéenne, est également sa plus grande agglomération (1,1 million d'habitants), devant Misrata (1 million d'habitants)), Benghazi (plus de 631 000 habitants) et El Beïda (250 000 habitants).
Les Libyens sont en majorité de culture arabe et de confession musulmane sunnite. Le produit intérieur brut de la Libye est l'un des plus élevés d'Afrique. Son économie repose très largement sur l'exportation du pétrole. Elle est membre, entre autres, de la Ligue arabe, de l'Union africaine, de l'Union du Maghreb arabe et de l'Organisation des pays exportateurs de pétrole (OPEP).
La Libye tire son nom d'une tribu amazigh nommée Libou par les anciens Égyptiens, qui a donné le mot grec ancien Λιβύη / Libyè (« Libwé »). Peuplé originellement de Berbères, son territoire est colonisé pendant l'Antiquité par les Phéniciens, puis les Grecs, avant d'être conquis par l'Empire romain. Au VIIe siècle, il est conquis par les armées arabes, qui y diffusent leur culture et leur religion. Après avoir été soumis à divers royaumes bédouins pendant le Moyen Âge, il passe sous le contrôle de l'Empire ottoman au XVIe siècle. La régence de Tripoli devient un véritable État avant d'être directement reprise en main par l'Empire ottoman en 1835.
Dernière possession ottomane en Afrique, l'actuel territoire de la Libye est conquis et colonisé par le royaume d'Italie en 1912, à l'issue de la guerre italo-turque. Durant la Seconde Guerre mondiale, la Libye italienne est envahie et occupée par les Alliés. En 1951, elle proclame son indépendance sous la forme d'une monarchie dirigée par Idris Ier. En 1969, un coup d'État militaire renverse le roi, et la République arabe libyenne est proclamée par le colonel Kadhafi. Dès lors, et pendant près de 42 ans, la Libye est gouvernée par Mouammar Kadhafi. En 1977, le pays prend le nouveau nom de Jamahiriya arabe libyenne populaire et socialiste. En 2011, durant le Printemps arabe, une rébellion éclate et se transforme bientôt en guerre civile : avec le soutien d'une intervention militaire internationale conduite par l'OTAN, les rebelles renversent Kadhafi et le tuent au mois d'octobre 2011. La Libye est depuis un pays disloqué, soumis à des luttes incessantes entre groupes armés et hommes politiques. À partir de 2014, le pays sombre dans une nouvelle guerre civile tandis que le gouvernement mis en place par le processus de paix des Nations unies fait face à une rébellion dans l'Est du pays. Un cessez-le-feu permanent est signé le 23 octobre 2020. Malgré tous ces efforts, la réunification semble hors de portée, alors que le gouvernement de Benghazi se renforce territorialement et diplomatiquement.

## Dénomination
La Libye s'écrit, en arabe, ليبيا, Lībiyā, Lībiyya et دولة ليبيا, Dawlat Lībiyā ; et en tamazight, ⵍⵉⴱⵢⴰ, Libya et ⴰⵡⴰⵏⴽ ⵏ ⵍⵉⴱⵢⴰ, Awanek n Libya,.
Durant l'Antiquité grecque, puis romaine, le terme de « Libye » (Λιβύη / Libúē ou Λιβύᾱ / Libúā) est utilisé pour désigner toute l'Afrique du Nord jusqu'à l'ouest de l'Égypte. Le terme « Libyens » désigne, quant à lui, un ensemble de peuples nord-africains, dont les ancêtres des Berbères. L'appellation Libye est réintroduite au XXe siècle par l'Italie, qui reprend le terme antique pour nommer les territoires de Libye italienne après leur conquête. Les trois parties traditionnelles du pays sont la Tripolitaine, le Fezzan et la Cyrénaïque.
La Libye a aussi été incluse dans le territoire du Maghrib al-Adna (Maghreb oriental) avec la Tunisie par les historiens et géographes musulmans arabophones.
En 1977, le régime du colonel Kadhafi change le nom du pays en Grande Jamahiriya arabe libyenne populaire et socialiste (en arabe الجماهيريةالعربية الليبية الشعبية الإشتراكية العظمى, al-Jamahiriya al-Arabiya al-Libiya al-Shaabiya al-Ishtirakiya al-Odhma).
Depuis la prise du pouvoir du CNT et la mise en place d'un gouvernement provisoire, le pays est de nouveau désigné sous le nom de Libye,,.
Le 8 janvier 2013, le Congrès national libyen approuve un changement de nom pour le pays, qui enterre définitivement l'ancienne appellation de « Grande Jamahiriya arabe libyenne populaire et socialiste » pour adopter « État de Libye », qui devient le nom officiel jusqu'à l'adoption de la Constitution au cours de l'année 2013. Selon la présidence du Congrès national, la décision du changement de nom provient de la volonté de rompre avec le régime Kadhafi qui a duré de 1969 à 2011. Toutefois, ce sera la prochaine constitution qui fixera définitivement le nom officiel qu'adoptera la Libye, ainsi que la nature du régime politique, la langue officielle et les grandes lignes de son cadre législatif,,,,.

## Géographie
| Carte de la Libye (cliquable)                                        |
| -------------------------------------------------------------------- |
| \| Tripoli Sebha Misrata Syrte Benghazi Derna Tobrouk Bikku Bitti \| |
| Tripoli Sebha Misrata Syrte Benghazi Derna Tobrouk Bikku Bitti       |

La Libye est située dans la partie septentrionale du continent africain, délimitée au nord par la mer de Libye. Elle est encadrée par l'Égypte à l'est, le Soudan, le Tchad et le Niger au sud, l'Algérie et la Tunisie à l'ouest. Contrairement à la Tunisie, à l'Algérie et au Maroc situés comme la Libye sur la frange nord du Sahara, le pays ne dispose pas de chaînes de montagnes côtières importantes, capables de faire barrière à la sécheresse du désert. Le désert, sous lequel ont été trouvées des nappes phréatiques profondes, domine pratiquement tout le territoire, d'une superficie de 1 775 500 kilomètres carrés, épargnant seulement deux petites régions côtières, dotées d'un relief un peu plus vigoureux, où s'est fixée la majorité de la population.

### Géologie
La Libye se situe sur un très vieux craton de la croûte terrestre : le craton nilotique à l'Est du djebel Akhdar. À l'ouest de ce dernier se situaient autrefois les chaînes de montagnes panafricaines qui ont été aplanies il y a 500 millions d'années et dont il ne subsiste pratiquement plus que des crêtes émoussées. Ces formations ont connu par la suite des épisodes volcaniques qui ont donné naissance notamment au massif du Tibesti à la frontière avec le Tchad et au djebel Al Haruj, plateau formé de coulées volcaniques. La couche gréseuse, qui recouvrait à la fois les anciens cratons et les chaînes montagneuses arasées, s'est progressivement déformée, créant de grandes cuvettes dans lesquelles le grès provenant de la destruction de l'ancien socle s'est accumulé, formant des roches-réservoirs. Celles-ci ont piégé les hydrocarbures qui constituent aujourd'hui les principales richesses de la Libye ainsi que l'eau fossile qui s'est infiltrée au cours des épisodes climatiques tempérés.

### Relief

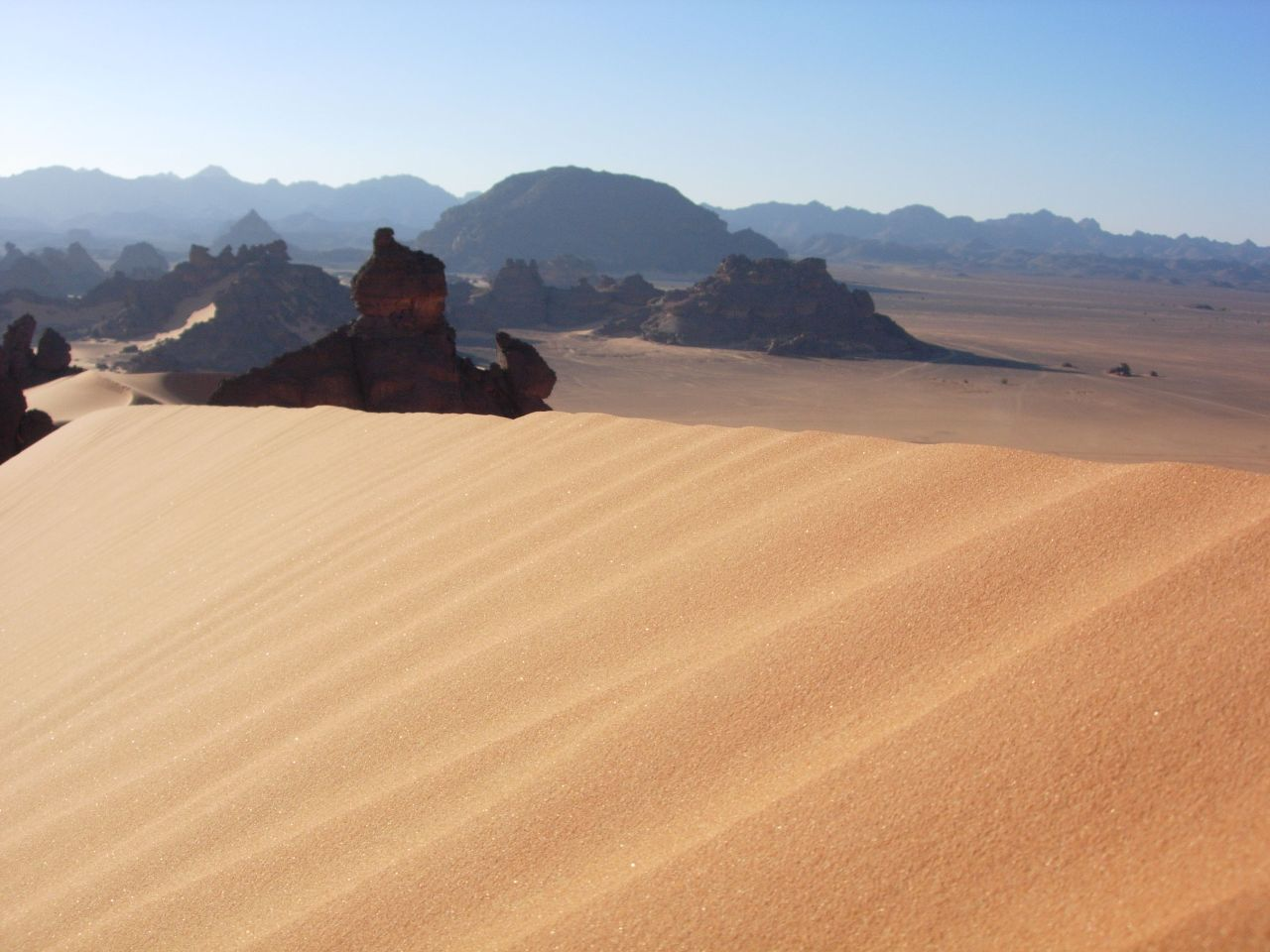
Montagnes dans le désert du sud libyen.

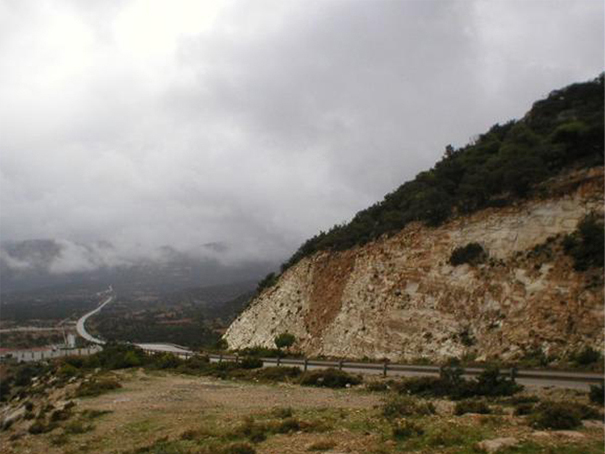
Le djebel Akhdar est la région la plus arrosée du pays.

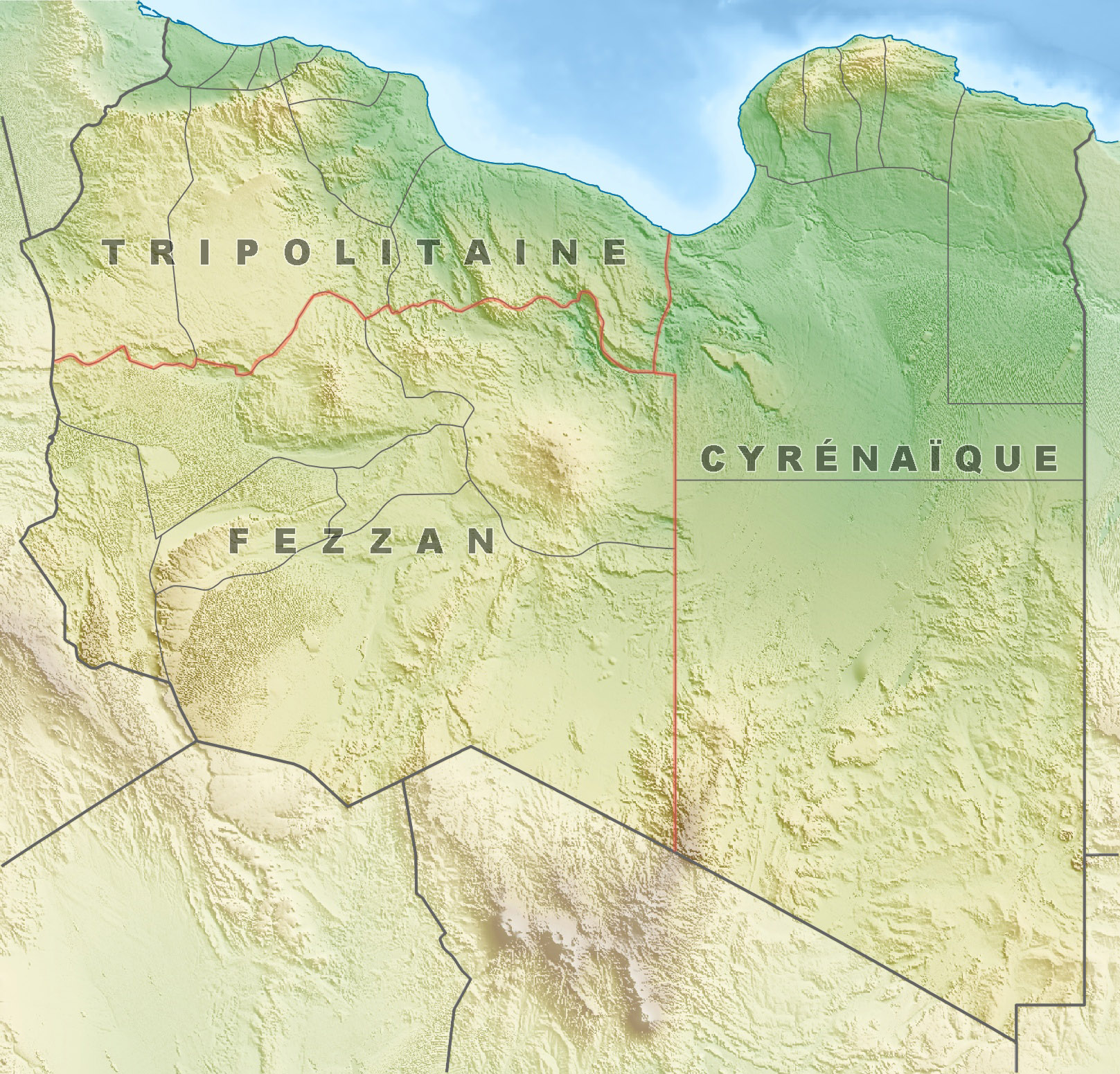
Topographie et provinces traditionnelles de la Libye (Tripolitaine, Cyrénaïque et Fezzan).

Les deux zones géographiques principales du pays sont la côte méditerranéenne et le désert du Sahara. On trouve plusieurs hauts plateaux mais pas de réelle chaîne montagneuse, à l'exception du massif du Tibesti, près de la frontière tchadienne, qui culmine à plus de 2 200 mètres.
Sur la partie occidentale de la côte libyenne, les monts de Matmata, situés en Tunisie, se prolongent en Tripolitaine par le djebel Nefoussa, formant un plateau de 600 à 800 mètres culminant à 981 mètres au niveau de la ville de Tripoli. Il présente un relief plus abrupt côté Méditerranée, qui est relativement arrosé (300 mm par an) et domine la plaine côtière agricole de la Djeffara. Celle-ci, de forme triangulaire et faisant au maximum 120 km de large, a une superficie de 15 000 km2. Elle bénéficie dans une moindre mesure de ce relief, qui fait barrage à l'influence du désert avec une pluviométrie supérieure à 200 mm par an. Elle constitue à ce titre l'une des deux zones de concentration humaine du pays et abrite la capitale. La deuxième chaîne côtière, le djebel Akhdar en Cyrénaïque, est séparée de la Djeffara par une côte désertique longue de 500 km, qui borde le golfe de Syrte, et qui est traditionnellement considérée comme la frontière entre le Maghreb et le Machrek. Le djebel Akhdar est un plateau d'une altitude moyenne de 500 mètres qui culmine à 872 mètres ; il doit son nom (« montagne verte » en arabe) à une pluviométrie abondante (500 mm par an en moyenne) liée à la présence d'eaux côtières plus froides. Ce climat permet la présence de la seule véritable forêt du pays, formée de pins, de cyprès et d'oliviers sauvages. Ce massif domine la plaine côtière d'Al Marj qui abrite la deuxième concentration humaine du pays. Cette plaine est plus petite que la plaine de Djeffara et forme un croissant de 210 km de long entre Benghazi et Derna, pour une largeur maximale de 50 km.
Le reste du pays, soit plus de 90 % de la superficie, constitue une des parties les plus arides du Sahara. Il est essentiellement composé de vastes plateaux désertiques constitués d'ergs sablonneux ou de regs rocailleux, qui descendent en pente douce vers la mer Méditerranée. Quelques reliefs ponctuent ce désert, comme le djebel as-Sawda en arrière du golfe de Syrte et le petit massif de l'Hulayq al Kabir (1 200 mètres). Le point culminant du pays est le Bikku Bitti à 2 267 mètres d'altitude, qui est situé à la frontière avec le Tchad et fait partie du Duhun Tarsu, une extension septentrionale du massif du Tibesti.
Le Fezzan au sud-ouest et le désert Libyque à l'est, qui constituent les deux grandes régions désertiques du pays, ne sont peuplés que dans les rares oasis comme Koufra où la présence d'eau permet la pratique de l'agriculture.

### Climat
Le climat de la Libye est méditerranéen à été chaud (Classification de Köppen Csa) à tendance semi-aride/aride au bord de la mer, puis carrément désertique chaud (Classification de Köppen BWh) particulièrement accentué (hyper-aride) dans le reste du pays sur près de 95 % de la superficie du territoire. L'isohyète des 100 mm de précipitations annuelles, en deçà duquel un climat est qualifié de vraiment désertique, débute à quelques dizaines de kilomètres des côtes presque partout, et touche même celles-ci au niveau du golfe central de Syrte. Seules les deux zones côtières situées en avant des petits massifs montagneux connaissent un climat méditerranéen, avec des précipitations concentrées durant la saison froide de décembre à février. Les précipitations culminent sur le Djebel Akhdar : 300 à 500 mm.
La sécheresse extrême du Sahara est causée par un anticyclone renforcé qui y stationne en permanence, repoussant toute intrusion d'air maritime humide. Cet anticyclone produit un vent chaud et sec, de secteur sud, appelé « ghibli » (sirocco en Algérie, chergui au Maroc), qui souffle presque toute l'année. La Libye est un pays des plus secs et des plus arides au monde : par exemple, dans le désert, la moyenne annuelle des précipitations tombe à 8,3 mm à Sebha, à 6,6 mm à Mourzouq et même à 0,5 mm à Koufra, située presque exactement au centre géographique du désert Libyque. De plus, dans le grand sud libyen, la pluie ne tombe pas tous les ans, et parfois, des séries d'années voire des décennies peuvent s'écouler sans la moindre trace de pluie. Dans le même temps, la durée moyenne annuelle de l'insolation effective est très élevée sur l'ensemble du territoire : elle passe de plus de 3 000 h/an sur la côte méditerranéenne à un maximum extrême de 4 300 h/an dans les régions sahariennes les plus ensoleillées, ce qui constitue un record mondial.
Il n'existe aucun cours d'eau permanent.
Seules sont utilisables les nappes phréatiques qui alimentent des milliers de puits et la Grande rivière artificielle, projet de Kadhafi, qui était en cours de réalisation avant 2011 et aurait dû alimenter en eau le nord du pays. Le désert de Libye a été réputé détenir le record de la plus haute température naturelle jamais atteinte sur Terre, avec 58 °C (136,0 °F) pour la ville d'Aziziya, située au sud-ouest de Tripoli, enregistrée le 13 septembre 1922. Ce record a cependant été invalidé le 13 septembre 2012 par l'Organisation météorologique mondiale.

### Faune
La Libye a été un État pionnier en Afrique du Nord en matière de protection des espèces, avec la création en 1975 de l'aire protégée d'El Kouf. La chute du régime de Mouammar Kadhafi a favorisé un intense braconnage : « Avant la chute de Kadhafi même les fusils de chasse étaient interdits. Mais depuis 2011, le braconnage s'opère avec des armes de guerre et des véhicules sophistiqués dans lesquels on peut trouver jusqu'à 200 têtes de gazelles tuées par des miliciens qui chassent pour passer le temps. On assiste aussi à l'émergence de chasseurs sans lien avec les tribus qui pratiquent traditionnellement l'exercice cynégétique. Ils abattent tout ce qu'ils trouvent, même pendant la période de reproduction. Plus de 500 000 oiseaux sont ainsi tués chaque année, quand les zones protégées ont été saisies par les chefs tribaux qui se les sont appropriés. Les animaux qui y vivaient ont tous disparu, chassés quand ils sont comestibles ou relâchés quand ils ne le sont pas », explique le zoologiste Khaled Ettaieb.

## Histoire

Une carte du monde tel qu'il était connu par les Grecs sous Hérodote, sur laquelle figure l'Afrique sous le terme de Libye.

### Antiquité
Dès le IIe millénaire av. J.-C., les Libous installés en Cyrénaïque forment un peuple redouté des Égyptiens. Vers 1000 av. J.-C., les premiers comptoirs phéniciens sont fondés sur la côte libyenne.
En 631 av. J.-C., des navigateurs grecs s'installent sur la côte libyenne. Cyrène s'impose vite comme la plus grande cité grecque d'Afrique. Les colons bâtissent leur fortune sur le commerce du silphion ou silphium, une plante recherchée pour ses vertus culinaires et médicinales. Signe de l'importance de la ville, le monumental temple de Zeus, édifié au Ve siècle av. J.-C., est comparable à celui d'Olympie. Le royaume de Cyrène devient une république en 458 av. J.-C. et passe ensuite sous la tutelle des Ptolémées d'Égypte. Au Ve siècle av. J.-C., la côte méditerranéenne est dominée par les Carthaginois. En 321 av. J.-C., Ptolémée Ier annexe les territoires bordant la Méditerranée, qui seront cédés aux Romains en 96 av. J.-C.
Hérodote, dans Melpomène, Livre 4:189, rapporte : « Les Grecs ont emprunté des Libyennes l'habillement et l'égide des statues de Minerve, excepté que l'habit des Libyennes est de peau, et que les franges de leurs égides ne sont pas des serpents, mais des bandes minces de cuir : le reste de l'habillement est le même. Le nom de ce vêtement prouve que l'habit des statues de Minerve vient de Libye. Les femmes de ce pays portent en effet, par-dessus leurs habits, des peaux de chèvres sans poil, garnies de franges et teintes en rouge. Les Grecs ont pris leurs égides de ces vêtements de peaux de chèvres. Je crois aussi que les cris perçants qu'on entend dans les temples de cette déesse tirent leur origine de ce pays. C'est en effet un usage constant parmi les Libyennes, et elles s'en acquittent avec grâce. C'est aussi des Libyens que les Grecs ont appris à atteler quatre chevaux à leurs chars. »
Durant le Ier siècle av. J.-C., les trois régions qui forment l'actuelle Libye (Tripolitaine, Cyrénaïque et Fezzan) passent sous la domination de l'Empire romain. La Libye, alors riche et fertile, devient l'un des greniers à grains de l'Empire romain. Le pays entame son déclin après que les régions côtières ont été envahies par les Vandales en 455. Elles sont reconquises par les Byzantins à partir de 533.

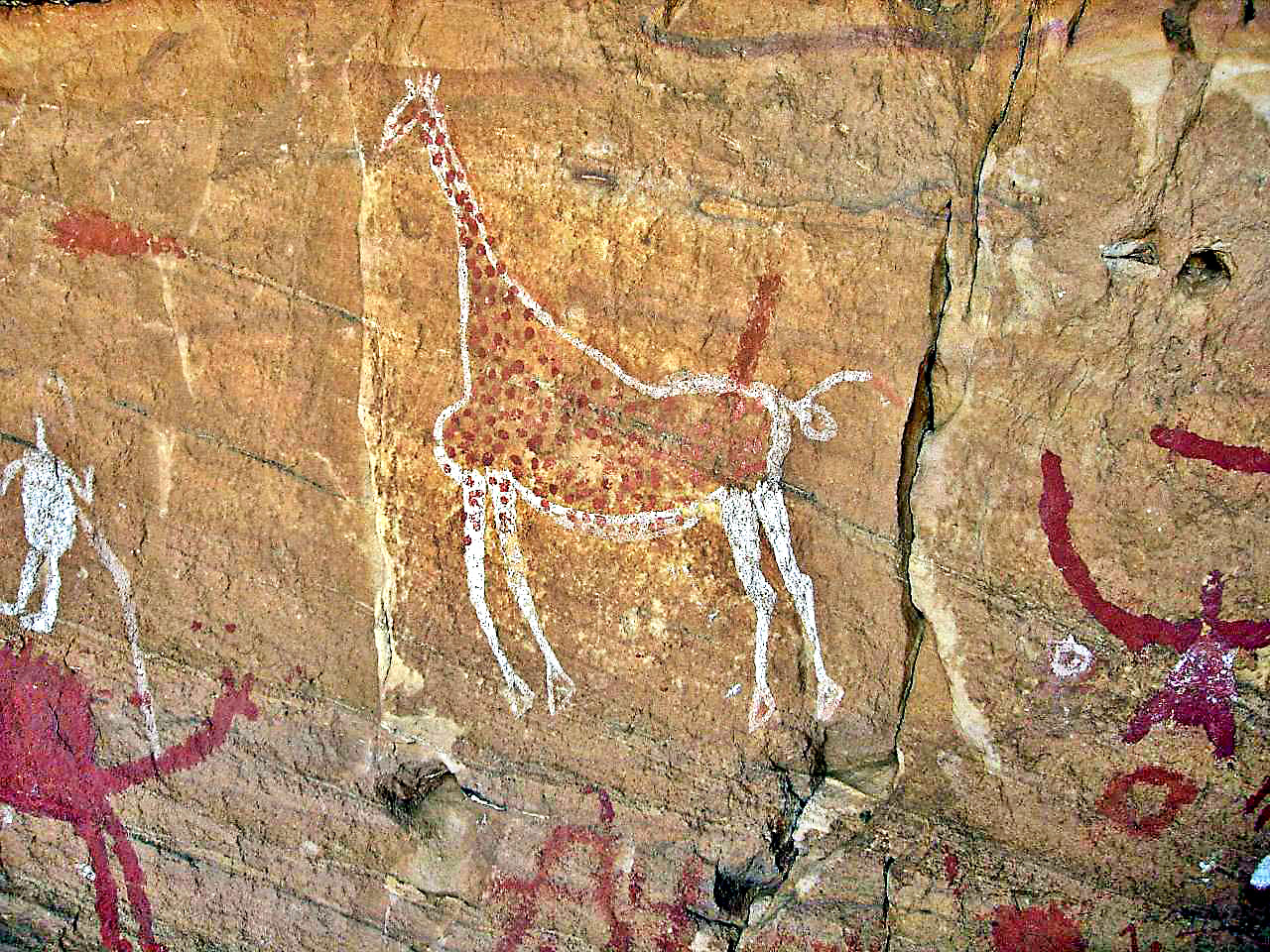
Gravures rupestres dans le Tadrart Acacus.
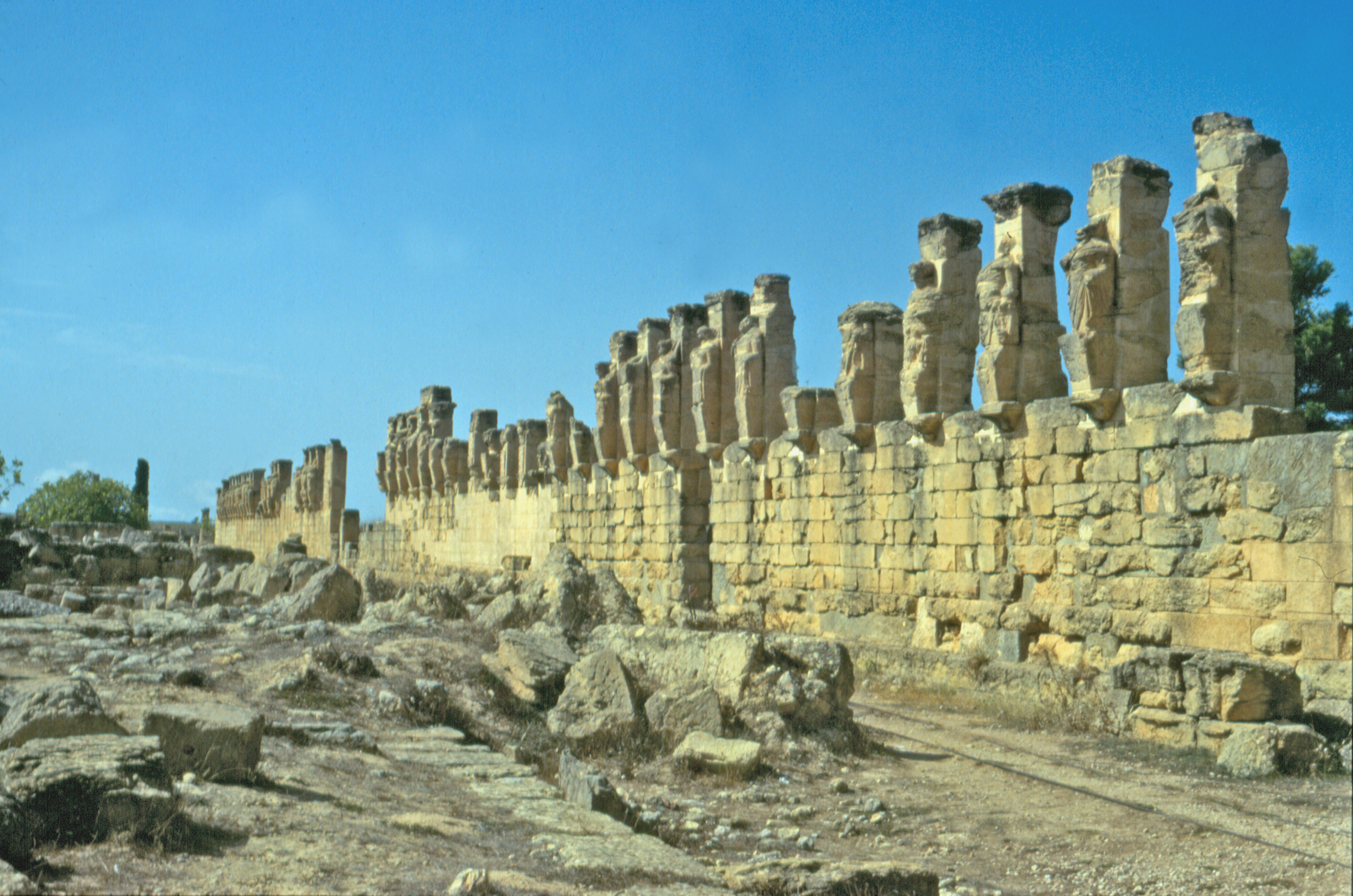
Portique de la ville grecque de Cyrène.
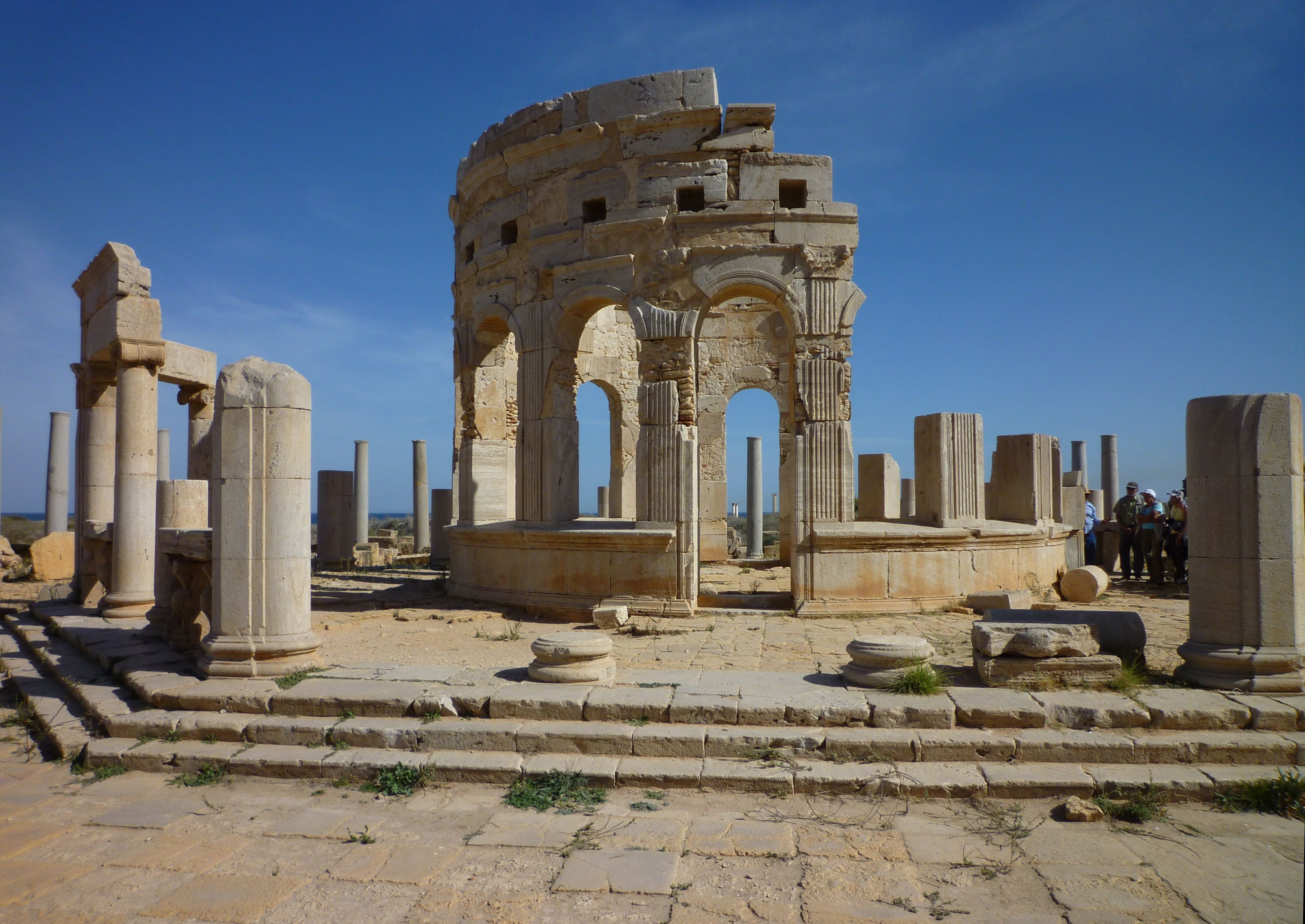
Ruine de la cité romaine de Leptis Magna.
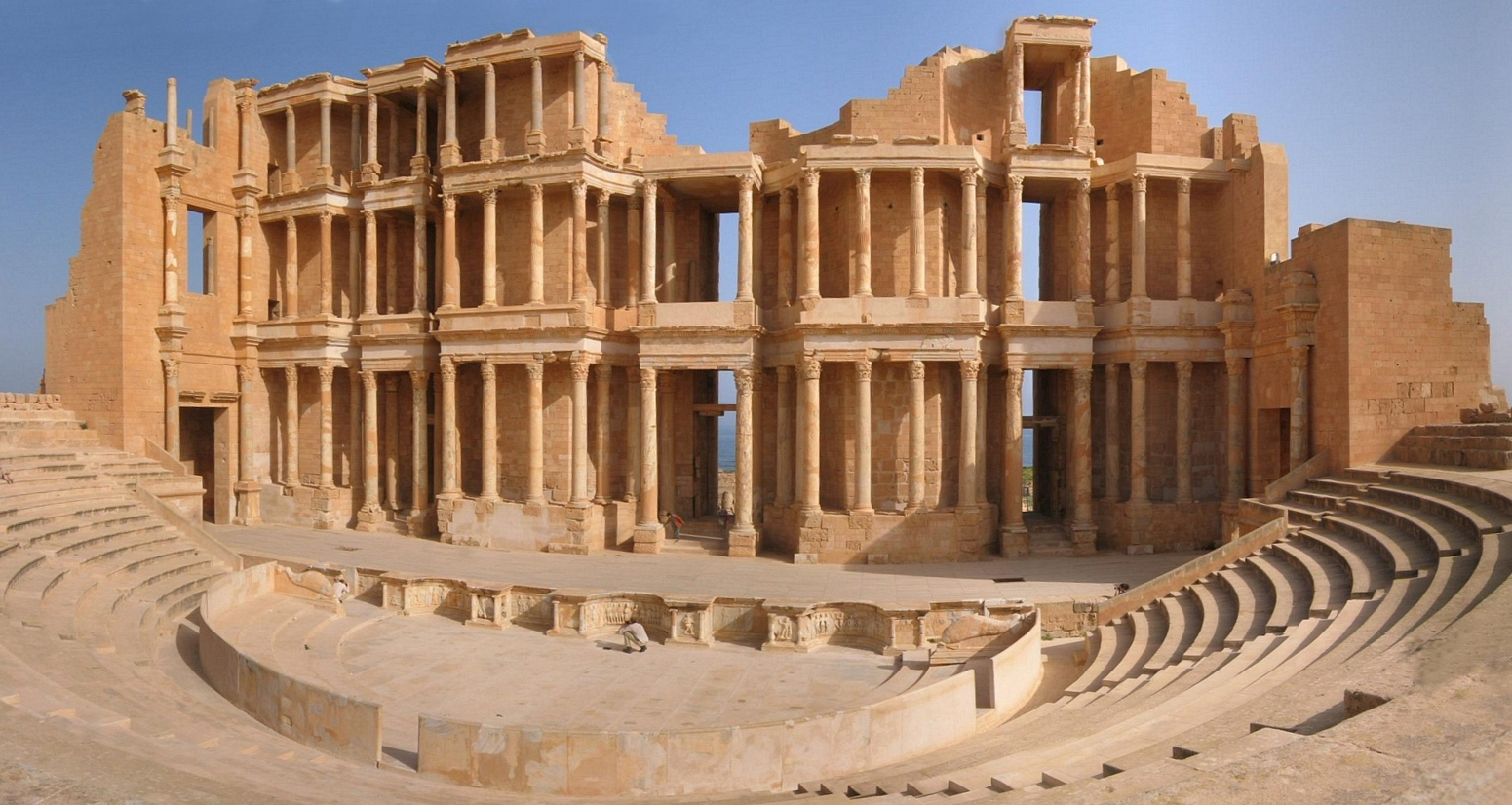
Théâtre romain de Sabratha.

### Conquête arabo-musulmane
En 641, les Arabes, conduits par Amr ibn al-As, conquièrent la Cyrénaïque (reliée à l'Égypte) puis la Tripolitaine (unie à la Tunisie), progressivement islamisées. Ils ne parviennent jusqu'au Fezzan qu'en 647.

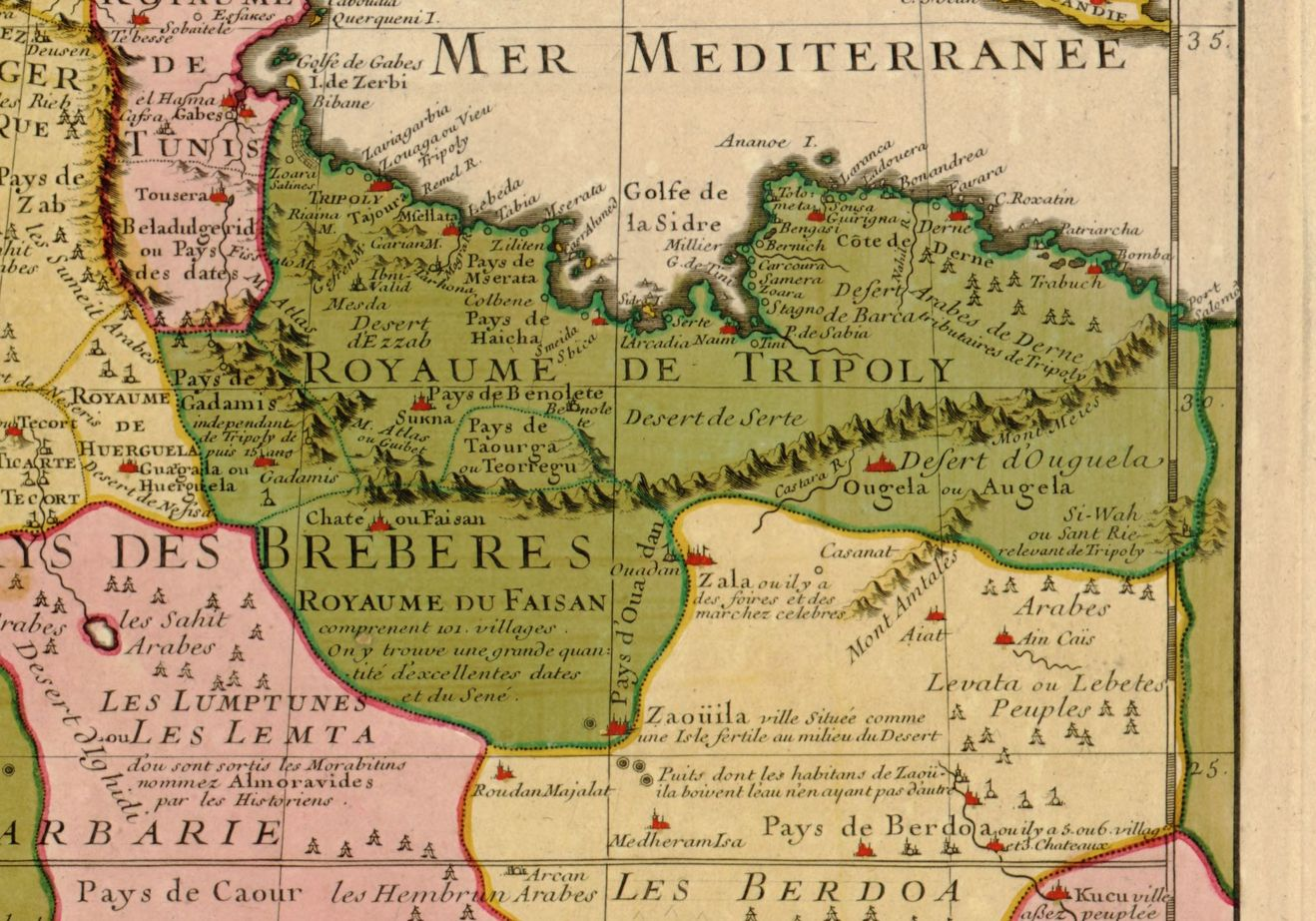
Le royaume de Tripoli en 1707.

À partir de 644, la Tripolitaine n'a pas d'histoire propre ; soumise aux Aghlabides de 801 à 909, elle passe ensuite sous les Fatimides. En 1050, elle est envahie par les Hilaliens et définitivement ruinée, elle est ensuite soumise aux Almohades, puis aux Hafsides. En 1510, les Espagnols occupent Tripoli.
En 1551, le sultan ottoman Soliman le Magnifique prend Tripoli et annexe la Libye à l'Empire ottoman. De 1711 à 1835, une dynastie d'origine turco-albanaise, les Qaramanlis, règne sur la Tripolitaine en tant que pachas.
Dès lors, Tripoli, comme Tunis, Alger, Salé, devient un repaire de pirates pratiquant le corso. Comme ces villes, elle est à plusieurs reprises bombardée par les flottes européennes. Pour punir les aventuriers libyens, des vaisseaux de guerre américains, au commencement du XIXe siècle, franchissent l'Atlantique et, à la suite de la bataille de Derna, occupent en 1805 la capitale de la province de Cyrénaïque.

### Libye ottomane

Vilayet de la Tripolitaine en 1900 (en rouge).

En 1835, Tripoli est gouvernée par la famille des Karamanli, qui s'appuient sur la tribu arabe des Ouled-Sliman. Leurs exactions décident les gens de l'oasis à demander au sultan de Constantinople de transformer la suzeraineté nominale qu'il avait sur le pays en souveraineté effective. Des troupes ottomanes occupent sans difficultés tous les ports. La Libye forme alors deux vilayets turcs.
À la suite de la perte du territoire correspondant à l'actuelle Algérie, conquis par la France à partir de 1830, l'Empire ottoman entend protéger ses provinces occidentales de l'appétit européen.
En 1843, cheikh Muhammad al-Sanussi, fondateur de la confrérie al-Sanussiya, arrive à El Beïda. La Tripolitaine et la Cyrénaïque, contrairement aux autres provinces ottomanes d'Afrique du Nord, demeurent provinces ottomanes jusqu'en 1911, date de la guerre italo-turque.

### Colonisation italienne de 1911 à 1943
En 1911, le royaume d'Italie déclare la guerre à l'Empire ottoman. Son principal but est de conquérir les territoires nord-africains des Turcs ottomans, dans le but de bâtir un empire colonial. Un blocus est aussitôt imposé et les troupes italiennes débarquent à Tripoli le 5 octobre. Elles se heurtent à une vive résistance turco-libyenne (Bataille de Tobrouk), notamment menée par Mustafa Kemal Bey. Néanmoins, le 18 octobre 1912, le traité de Lausanne (aussi dit traité d'Ouchy) met fin à la guerre italo-turque en accordant aux Italiens la Cyrénaïque et la Tripolitaine, qui forment le territoire de la Libye italienne.
Après la reddition turque, une guérilla arabe s'organise contre l'occupation italienne. L'Italie envoie un contingent de 100 000 hommes dont 4 000 sont tués et 5 000 blessés.

#### Premiers États autonomes libyens
En 1918 est proclamée la République de Tripolitaine, État souverain sur les territoires de l'ouest de l'actuelle Libye : il s'agit du premier État islamique au monde à disposer d'un gouvernement républicain et la première entité libyenne indépendante depuis la chute de l'Empire ottoman. Ayant connu jusque-là les plus grandes difficultés à stabiliser leurs possessions libyennes, les Italiens reconnaissent en 1919 l'autonomie de la République de Tripolitaine et font de même quelques mois plus tard avec l'Émirat de Cyrénaïque, dirigé par Idris, chef de la confrérie des Sanussi. L'Italie garde cependant la haute main sur l'armée, la diplomatie et la justice des deux États. L'application des accords est vite entravée par la mauvaise volonté de toutes les parties et l'Italie envisage bientôt de reprendre le contrôle direct de ses possessions libyennes. En 1922, Tripolitaine et Cyrénaïque repassent sous contrôle italien direct, pour réintégrer l'Empire colonial italien.

#### Colonisation et résistance
L'émir Idris s'étant enfui en Égypte, les partisans des Sanussi continuent de mener en Libye une résistance farouche contre les Italiens. Jusqu'en 1931, une guérilla incarnée par le cheikh Omar al-Mokhtar continue de s'opposer à l'occupation italienne. La capture du cheikh et sa pendaison, le 16 septembre 1931, marquent la fin du mouvement.

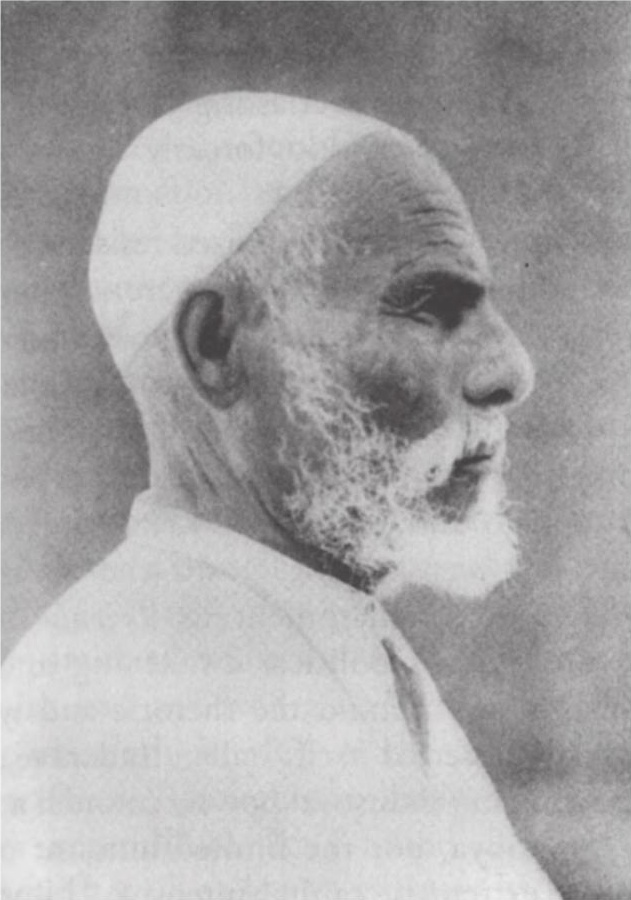
Omar Mukhtar, héros de la résistance libyenne à la colonisation italienne (1911-1931).

La guerre entraîne la mort massive des peuples indigènes de Cyrénaïque, soit 225 000 personnes. Les crimes de guerre italiens comprennent l'utilisation d'armes chimiques, l'exécution de combattants s'étant rendus et le massacre de civils. Les autorités italiennes expulsent de force 100 000 Bédouins de Cyrénaïque de leurs colonies, dont beaucoup sont ensuite confiées à des colons italiens,.
Le 24 janvier 1932, Benito Mussolini annonce l'occupation militaire de toute la Libye. Deux ans plus tard, la Cyrénaïque et la Tripolitaine sont unies administrativement en une seule province, nommée Libye, en référence à l'Antiquité romaine. Italo Balbo en est nommé gouverneur général et mène des efforts notables pour réformer l'administration libyenne et développer les infrastructures du pays. Une route est mise en place à travers le désert de Syrte afin de relier la colonie d'ouest en est ; elle est achevée en 1937. Une importante population italienne s'installe, en particulier à Benghazi et à Tripoli. Dans le même temps, Mussolini cherche à gagner les tribus arabes. Un système de citoyenneté limitée est ainsi mis en place.

### Seconde Guerre mondiale

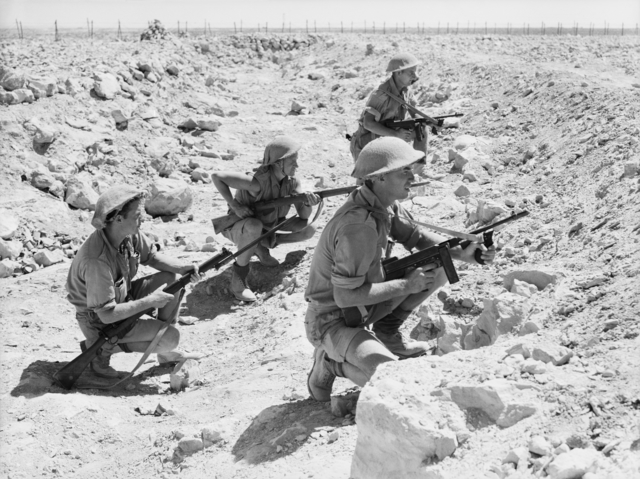
Infanterie australienne à Tobrouk durant la Seconde Guerre mondiale. Commençant le 10 avril 1941, le siège de Tobrouk durera 240 jours.

Le 13 septembre 1940, durant la Seconde Guerre mondiale, les troupes italiennes stationnées en Libye attaquent le territoire du royaume d'Égypte où stationnent les troupes britanniques. Elles sont repoussées et reculent jusqu'en Tripolitaine, avant d'être secourues le 14 février 1941 par un corps expéditionnaire de l'armée allemande, l'Afrika Korps, dirigé par le général Erwin Rommel. Les armées de l'Axe regagnent du terrain jusqu'à menacer de conquérir l'Égypte ; une contre-offensive menée par le général Bernard Montgomery les oblige toutefois à battre à nouveau en retraite. En février 1943, toute la Libye italienne est occupée par les troupes alliées : soldats britanniques et Forces françaises libres.

### Marche vers l'indépendance
À l'issue de la guerre, la France et le Royaume-Uni se partagent l'occupation du pays : Tripolitaine et Cyrénaïque sous contrôle britannique, Fezzan sous contrôle français. L'Italie renonce officiellement à la Libye en 1947 par le traité de Paris. Le 1er mars 1949, soutenu par les Britanniques qui voient d'un bon œil l'émergence d'une monarchie libyenne qui demeurerait leur alliée, Idris al-Sanussi proclame l'indépendance de l'Émirat de Cyrénaïque restauré, tandis que les Britanniques conservent l'administration de la Tripolitaine. Le statut de la Libye est durant plusieurs mois l'objet d'incertitudes, la France étant réticente devant l'émergence d'un nouvel État dans la région et préférant maintenir les trois administrations séparées. Le 21 novembre 1949, l'ONU tranche la question et se prononce en faveur d'un État indépendant incluant les trois provinces libyennes. Un an plus tard, l'émir Idris est désigné comme roi. Le 25 novembre 1950, la première Assemblée nationale libyenne se réunit, et le 7 octobre 1951, une constitution est promulguée.

### Royaume de Libye et la découverte du pétrole

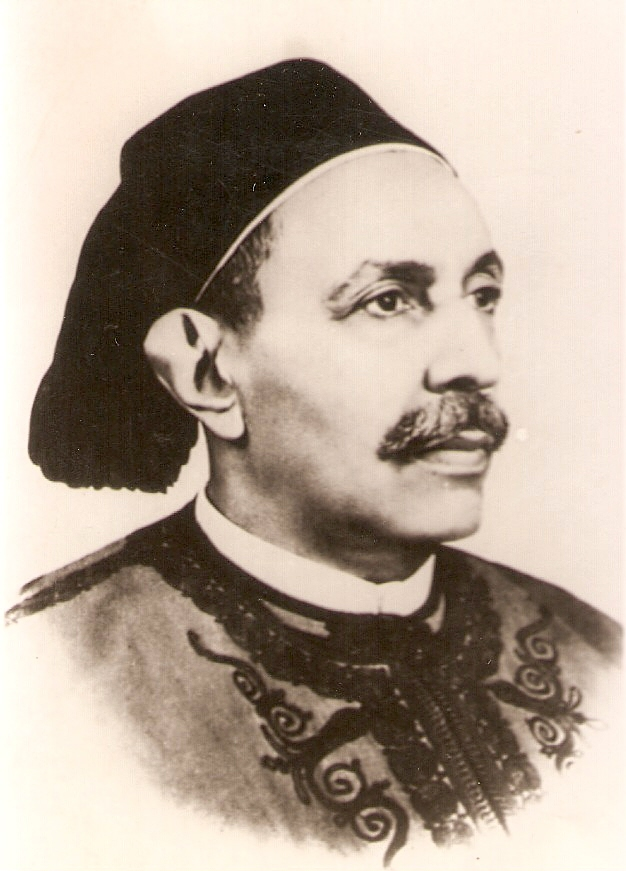
Le roi Idris Ier, premier dirigeant de la Libye indépendante.

Le 24 décembre 1951, le Royaume-Uni de Libye est le premier État du Maghreb à obtenir son indépendance. Sidi Muhammad Idris al-Mahdi al-Sanoussi, chef de la confrérie religieuse des Sanoussi depuis 1916, déjà reconnu comme émir de Cyrénaïque par le Royaume-Uni depuis 1946, est proclamé roi de Libye le 24 décembre 1951 sous le nom d'Idris Ier. À peine né, le jeune État est cependant confronté à de sérieux problèmes : un taux élevé d'analphabétisme (94 %), un manque de personnel qualifié dans la plupart des domaines et un taux de mortalité infantile important (40 %). Le 28 mars 1953, la Libye intègre la Ligue arabe. Cette même année, le gouvernement signe des accords militaires avec le Royaume-Uni, accordant à ce pays des bases militaires pour vingt ans et la libre circulation des véhicules militaires britanniques sur le territoire national (eaux territoriales et espace aérien compris) contre le versement de 3 750 000 livres pendant cinq ans et la promesse d'une aide technique et militaire.
Le 9 septembre 1954, un protocole militaire est également signé avec les États-Unis, permettant à ce pays de conserver plusieurs bases militaires, dont le complexe de Wheelus Field, en périphérie de Tripoli. Ces accords, qui prévoyaient l'occupation des bases jusqu'en 1970, sont respectés, mais non renouvelés par le nouveau gouvernement révolutionnaire. Enfin, un traité signé avec la France le 10 août 1955 consacre l'évacuation des quelque 400 militaires qui étaient stationnés dans la région du Fezzan, et des accords culturels sont mis en place.
La Libye rejoint les Nations unies le 14 décembre 1955. Quelques mois plus tard, le 30 avril 1956, un forage effectué dans le sud-ouest du pays par la Libyan American Oil met au jour un premier gisement de pétrole. En 1959, des gisements bien plus importants sont découverts à Zliten par la compagnie Esso Standard Libya. En 1965, la Libye exporte quelque 58,5 millions de tonnes d'« or noir », via des installations modernes (terminal de Marsa El Brega). Elle est à cette époque le premier producteur d'Afrique. La manne pétrolière permet au pays de développer ses infrastructures, encore rudimentaires au début des années 1960.

### Régime de Mouammar Kadhafi

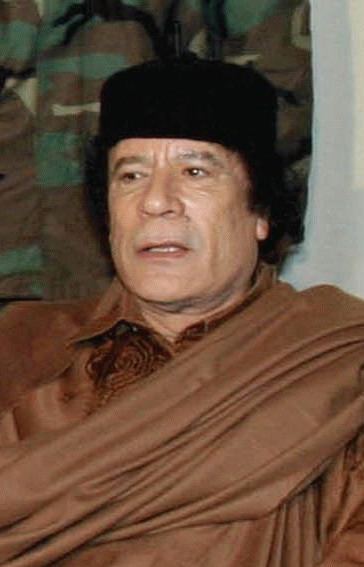
Mouammar Kadhafi, Guide de la révolution libyenne,

Indépendante en 1951, la Libye passe en 1969, à la suite d'un coup d'État, sous le contrôle de Mouammar Kadhafi, un capitaine de l'armée de 27 ans qui se proclame rapidement colonel et instaure la République. Kadhafi entend développer une politique se réclamant du panarabisme et du socialisme et tente de nombreuses « fusions » avec ses voisins (Égypte, Tunisie, Tchad, Soudan), sans succès. En 1977, la Libye devient officiellement une Jamahiriya, c'est-à-dire un « État des masses » officiellement gouverné par le biais de la démocratie directe. Dans les faits, Kadhafi — qui, après 1979, n'occupe plus aucun poste défini dans la constitution — gouverne sans aucun partage, avec le titre de « Guide de la révolution ». Personnage imprévisible, au comportement volontiers extravagant, Kadhafi se veut également penseur politique et fait de sa propre doctrine, la « troisième théorie universelle » — exposée dans son ouvrage Le Livre vert —, l'idéologie officielle du régime. Des « camps de base » (Mathabas) sont institués à partir de l'année 1980, afin de tenter d'exporter la « révolution jamahiriyenne » dans les pays voisins. Leur dissolution n'intervient qu'en 1992.
Sur le plan intérieur, Kadhafi s'appuie pour gouverner sur le pouvoir des tribus et entretient sciemment le désordre des institutions par des réformes constantes, empêchant ainsi l'émergence d'un quelconque contre-pouvoir. Il s'emploie à garantir une forme de stabilité en finançant des politiques sociales généreuses grâce aux ressources pétrolières, et en développant les systèmes d'éducation et de santé libyens. Mais, dans le même temps, il s'appuie sur un appareil répressif qui use des méthodes les plus brutales, en exécutant régulièrement des conjurés réels ou supposés. La famille de Kadhafi joue par ailleurs un rôle politique croissant avec les années. Le dirigeant, sa famille et ses proches bénéficient d'un accès illimité aux fonds de l'État libyen. Mouammar Kadhafi fait sortir du pays, avec les années, plusieurs dizaines de milliards de dollars.

Le drapeau vert de la Libye choisi par Kadhafi en 1977. La Jamahiriya arabe libyenne est alors le seul État au monde à avoir un drapeau unicolore.

La Libye kadhafiste est petit à petit mise sur la sellette par la communauté internationale, du fait notamment son soutien à des mouvements armés (Armée républicaine irlandaise, Fraction armée rouge), à divers mouvements de guérillas (MPLA) ainsi qu'à de nombreux groupes armés palestiniens. L'activisme libyen touche tout particulièrement les pays d'Afrique subsaharienne : une dizaine d'entre eux (Soudan, Burkina Faso, Gambie…) sont ainsi victimes de tentatives de déstabilisation, plus ou moins assumées. Il soutient également le Congrès national africain (ANC) de Nelson Mandela en Afrique du Sud,.

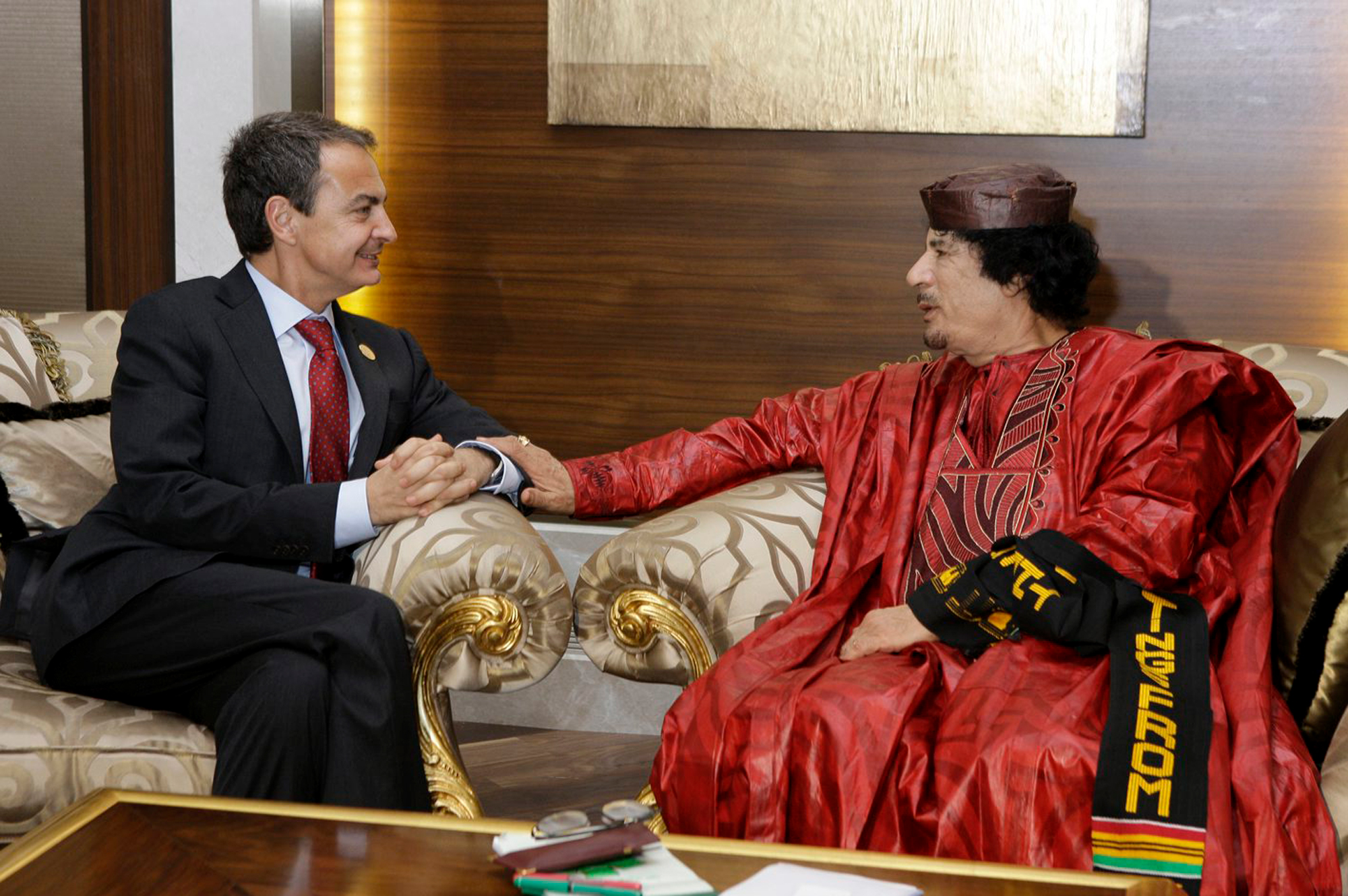
Rencontre du président du gouvernement espagnol José Luis Rodríguez Zapatero avec Mouammar Kadhafi.

Les relations avec plusieurs pays occidentaux, et les États-Unis en particulier, sont très tendues dès le début des années 1980, et se traduisent par le saccage de l'ambassade américaine à Tripoli (1980). En effet, les navires américains, au début des années 1980, sillonnent régulièrement le golfe de Syrte décrété « mer intérieure libyenne » par Kadhafi : en août 1981, les manœuvres américaines conduisent à un incident, au cours duquel deux avions de chasse libyens sont détruits en vol. Le paroxysme est atteint lors du bombardement des villes de Tripoli et Benghazi par l'aviation américaine (1986), dans lequel le dirigeant libyen manque de perdre la vie. L'implication présumée des services secrets libyens dans l'attentat de Lockerbie, notamment, conduit à la mise en place d'un embargo sévère de 1992 à 1999. En gérant avec intelligence ses revenus pétroliers et en opérant sa transformation industrielle, la Libye devient autosuffisante et attractive pour les travailleurs migrants africains qui s'installent massivement dans le pays dans les années 1990.
En dépit des sanctions occidentales, la Libye maintient une politique internationale de tradition panafricaniste. Elle prend en charge l'essentiel des coûts de construction d'un satellite de communication africain, s'engage auprès de l'UNESCO à financer le projet de réécriture de l'Histoire générale de l'Afrique, à payer les cotisations des États défaillants auprès des organisations africaines et à briser le monopole des compagnies aériennes occidentales en Afrique à travers la création de la compagnie Ifriqyiah en 2001.
Les relations internationales se normalisent dans les années 2000. La Libye tente de mettre un terme au programme d'armes de destruction massive développé depuis plusieurs années[réf. nécessaire]. L'hostilité affichée du gouvernement libyen aux islamistes radicaux en fait un « allié » aux yeux de George W. Bush, engagé dans une « guerre contre le terrorisme » et les « États voyous ». Plusieurs chefs d'État ou de gouvernement se succèdent à Tripoli (Tony Blair, Silvio Berlusconi, José Luis Rodríguez Zapatero, Jacques Chirac), signant des accords commerciaux dans plusieurs domaines clés. La question de l'immigration illégale en provenance d'Afrique subsaharienne est également régulièrement évoquée, et aboutit à un accord avec la Libye, qui s'engage à contenir les migrants contre la promesse d'une aide financière de l'Union européenne.
La Libye s'engage également dans une politique africaine plus classique. Le 30 août 1999, un sommet extraordinaire de l'OUA à Tripoli milite pour la transformation de l'organisation africaine en Union africaine. Le 1er mars 2001, la charte de l'Union africaine est adoptée au cours d'un sommet à Syrte.
Dans les années 2000, Saïf al-Islam Kadhafi, deuxième fils du Colonel Kadhafi et président de la Fondation internationale Kadhafi pour la charité et le développement, se fait l'avocat d'une série de réformes politiques et économiques au sein du régime instauré par son père, prônant notamment l'adoption d'une véritable Constitution. Ses actions font néanmoins l'objet d'une opposition de la part de la « vieille garde » du régime ; Saïf al-Islam Kadhafi, souvent présenté comme le successeur potentiel de son père, doit à plusieurs reprises faire marche arrière et peine à faire avancer ses réformes, tout en demeurant l'un des interlocuteurs principaux des Occidentaux en Libye. À la veille des années 2010, la Libye n'a toujours pas de vraie Constitution, ni de représentation politique librement élue.

### Printemps arabe et chute de Kadhafi

Les rebelles adoptent l'ancien drapeau de la monarchie libyenne, qui redevient le drapeau officiel de la Libye après leur victoire.

En 2011, à la suite des mouvements de protestation dans les pays arabes, le soulèvement commence par une attaque suicide dans une caserne qui permet aux insurgés de s'armer. Les émeutes armées éclatent le 13 février à Benghazi, deuxième ville du pays, réputée pour être le berceau historique de l'opposition au régime, et gagnent Tripoli le 20 février. Selon Human Rights Watch, 173 manifestants ont été tués en quatre jours d'affrontements. Le ministre britannique des Affaires étrangères William Hague a qualifié ces violences d'effroyables. Cependant, des appuis du régime se lézardent : le représentant libyen à la Ligue arabe a indiqué qu'il démissionnait de son poste pour rejoindre « la révolution », tout comme son homologue à l'ONU, des défections au sein de l'armée se multiplient, tandis que des chefs tribaux exigent le départ de Kadhafi et menacent même de couper les approvisionnements pétroliers. Dès la fin février, les insurgés reçoivent le soutien de puissances occidentales, notamment la France, qui leur livre ensuite d'importantes quantités d'armes pendant la guerre civile,,.

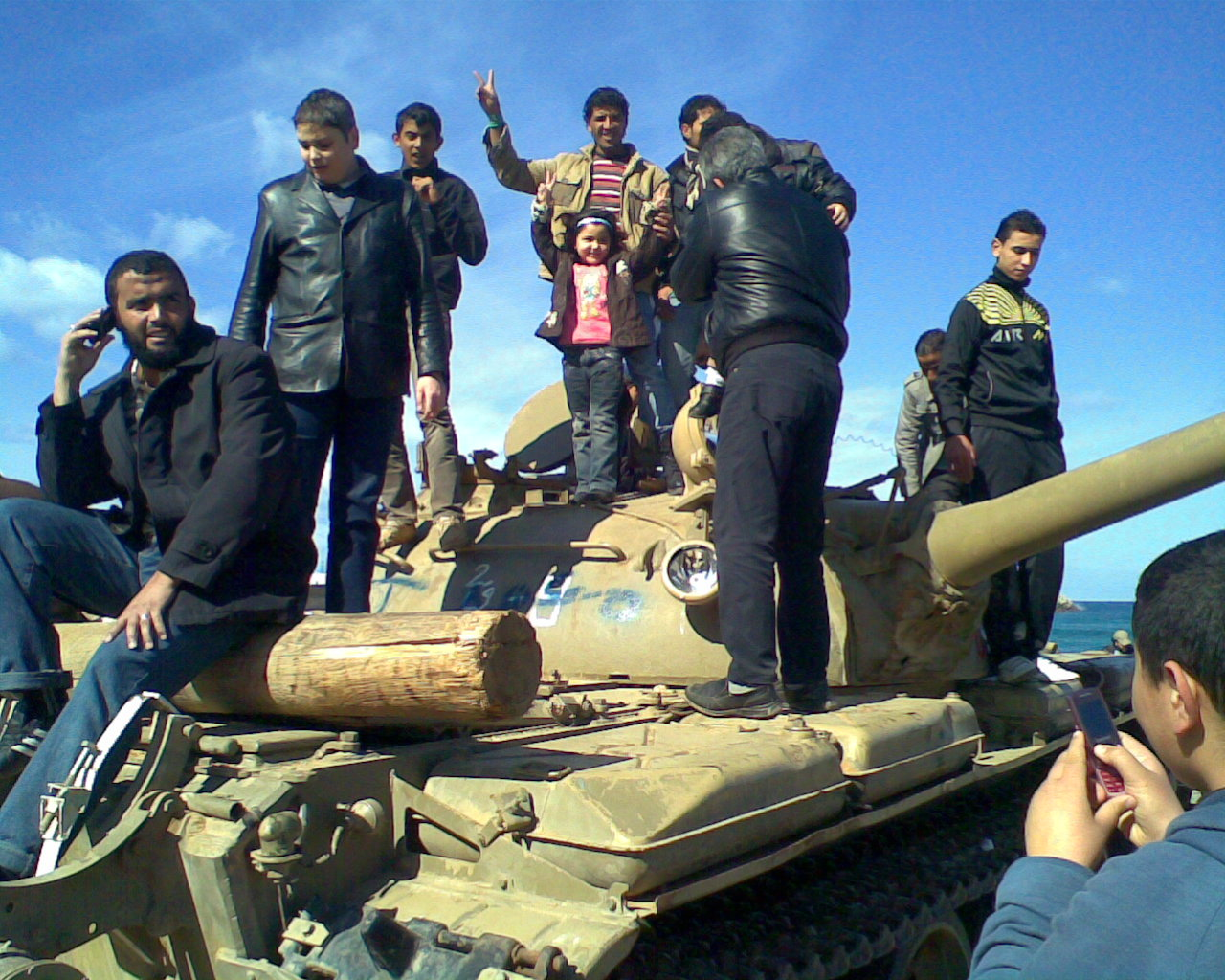
Libyens sur un char T-55 à Benghazi.

Au 21 février 2011, Benghazi et plusieurs autres villes de la Cyrénaïque sont entre les mains des insurgés armés, alors que Tripoli est en proie à des affrontements mais reste néanmoins sous le contrôle des forces gouvernementales. Cependant, la rébellion gagne du terrain et en quelques jours, selon les opposants, la grande majorité du pays (dont la moitié est) échappe au pouvoir central. Le 24 février, la branche libyenne de la Fédération internationale pour les droits humains proche des rebelles annonce un bilan de 6 000 morts, dont 3 000 à Tripoli. Dès le 25 février, Tripoli est de nouveau gagnée par les émeutes armées, les opposants prennent même le contrôle de plusieurs quartiers périphériques de la capitale dont celui de Tajoura.
Le 26 février 2011, Moustapha Abdel Jalil, ancien ministre libyen de la Justice, annonce la formation d'un gouvernement provisoire dissident du gouvernement en place,.
Le 10 mars 2011, la France devient rapidement le premier pays à reconnaître le Conseil national de transition comme représentant légitime de la Libye, et envisage des frappes aériennes ciblées, afin de lutter contre ce qu'elle définit comme la répression de Mouammar Kadhafi.
Au 13 mars 2011, les forces gouvernementales loyalistes reprennent du terrain, et avancent vers l'Est en investissant des villes stratégiques comme Brega ou Ras Lanouf, balayant au passage les rebelles qui se retirent dans la précipitation jusqu'à Benghazi. Le 15 mars 2011, les forces de l'armée libyenne arrivent aux portes Sud de Benghazi et commencent à l'assiéger.

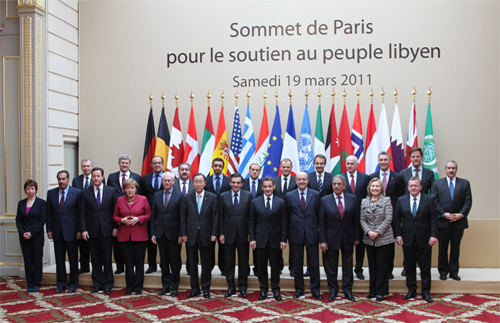
Sommet de Paris pour le soutien au peuple libyen, le 19 mars 2011.

Le 17 mars 2011, Alain Juppé, ministre français des Affaires étrangères, s'exprime à New York afin de convaincre le conseil de sécurité de l'ONU de voter une résolution franco-britannico-libanaise, permettant le recours à des moyens militaires, afin d'assurer une zone d'exclusion aérienne et de protéger les populations civiles en mettant hors d'état de nuire les troupes de Kadhafi. Cette résolution est adoptée, sous le chapitre VII de la charte des Nations unies, par le conseil de sécurité (10 voix pour, 0 contre, 5 abstentions),.

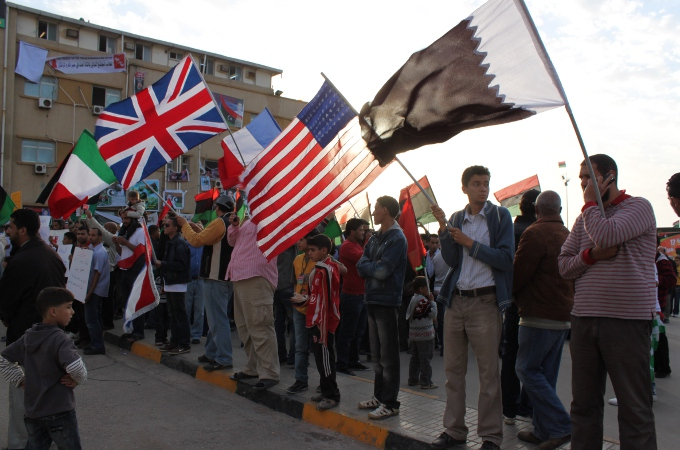
Benghazi, 13 avril 2011.

Le 19 mars 2011, en accord avec la résolution 1973 du Conseil de sécurité des Nations unies, une intervention militaire aéronavale est déclenchée par la France avec l'opération Harmattan, suivie par le Royaume-Uni et les États-Unis, appuyés par l'Italie, afin d'établir une zone d'exclusion aérienne et de protéger les populations civiles contre les bombardements. Plusieurs navires de guerre ainsi que des avions de chasse sont mobilisés pour détruire les défenses anti-aériennes des forces loyales au colonel Kadhafi afin d'empêcher que les insurgés et les forces de la coalition ne subissent des attaques. Les attaques de la coalition ont débuté alors que les forces de l'armée libyenne investissaient les faubourgs de Benghazi et s'apprêtaient à investir le centre-ville. L'invasion de Benghazi est empêchée.

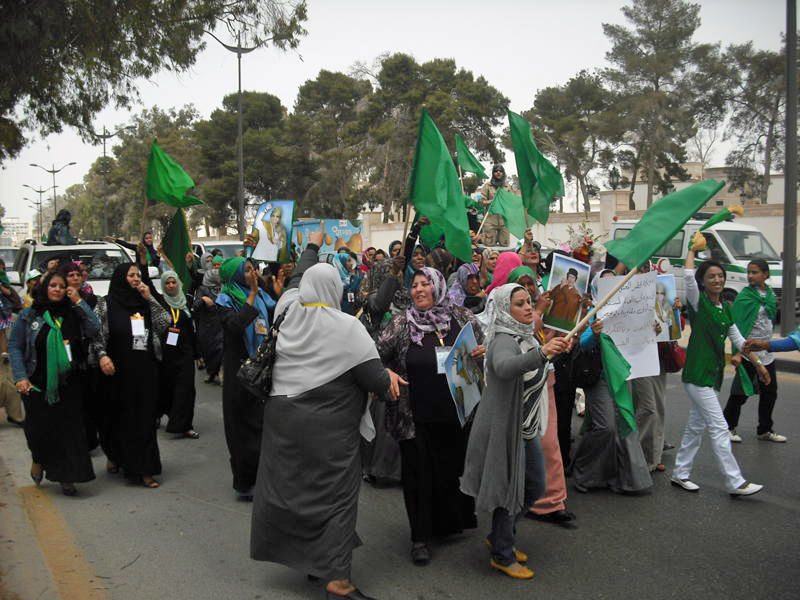
Femmes soutenant Kadhafi à Tripoli, 26 mai 2011.

À partir de mars et jusqu'en août, le conflit s'installe dans la durée. Devenue maître des airs, l'OTAN, qui a pris le relais de la coalition internationale, bombarde les positions loyalistes, tandis que les insurgés mènent les opérations au sol. Les insurgés arrivent à garder le contrôle de Misrata, la troisième ville du pays, au prix d'un long siège meurtrier de la part des forces loyalistes. Petit à petit, ils avancent depuis Benghazi jusqu'à Brega à l'Est. Ils prennent également progressivement le contrôle de tout un arc de terrain allant de la frontière tunisienne à l'ouest jusqu'aux environs de Tripoli.
Le 20 août 2011 au soir, à Tripoli, les éléments hostiles au régime se soulèvent. Le 21 août, les premiers combattants rebelles les rejoignent dans la bataille de Tripoli. Le 22 août, les rebelles annoncent contrôler 80 % de la capitale. Au soir du 23 août, le quartier général de Kadhafi tombe aux mains des rebelles.
Les forces kadhafistes restent néanmoins actives dans plusieurs villes du pays jusqu'à l'automne, avant d'être réduites les unes après les autres. Beni Ulid (le 16 octobre 2011) et surtout Syrte (le 20 octobre 2011) seront les deux derniers bastions à être « libérés » par les rebelles. C'est en tentant de fuir Syrte, sa ville natale dans laquelle il s'était réfugié, que Kadhafi est capturé par un groupe de rebelles puis tué, les conditions exactes de sa mort étant encore mal éclaircies.
Le 23 octobre 2011 à Benghazi, le président du CNT Moustapha Abdel Jalil proclame la « libération » de la Libye, mettant officiellement fin à la guerre civile qui durait depuis huit mois.

### La Libye de l'après-Kadhafi

#### Échec de la transition démocratique
Le jour de la proclamation de la libération de la Libye, Moustapha Abdel Jalil annonce son souhait que la charia soit à la base de la future législation libyenne, ce qui provoque l'inquiétude de la France et de l'Union européenne à propos du respect des droits de l'homme en Libye,. Le 31 octobre 2011, Abdel Rahim al-Kib est élu président du Conseil exécutif par les membres du Conseil national de transition (CNT).
Le 5 mars 2012, Moustapha Abdel Jalil est reconduit dans ses fonctions de président du CNT. Le 7 mars, la Cyrénaïque proclame son autonomie vis-à-vis de Tripoli et place Ahmed El-Senussi à la tête du Conseil dirigeant la province, malgré les protestations du CNT ; la situation fait alors craindre une partition du pays.
Le 7 juillet 2012, la première élection démocratique en Libye permet de désigner les 200 membres du Congrès général national (CGN) chargé de remplacer le Conseil national de transition. Seuls 80 membres sont issus des partis politiques naissants, les 120 autres sont des candidats indépendants, ce qui rend difficile de déterminer la couleur politique de la nouvelle assemblée. Son fonctionnement est aussi mal défini, la nouvelle constitution restant encore à écrire au moment où il prend ses fonctions. Le 8 août 2012, le président du CNT, Moustapha Abdel Jalil, remet le pouvoir au doyen du CGN dans la salle de conférence d'un hôtel de Tripoli. C'est dans cette salle, transformée en lieu des débats parlementaires, que commencent les premiers travaux du CGN quelques jours plus tard,.
Le 9 août, le nouveau Parlement élit son premier président, Mohamed Youssef el-Megaryef, un opposant de longue date à Mouammar Kadhafi considéré comme un islamiste modéré,.
Une loi interdisant toute responsabilité politique aux personnes qui en auraient exercé sous Kadhafi entraîne l'éviction d'une grande partie du personnel politique : Mohamed Youssef el-Megaryef doit ainsi abandonner son poste moins d'un an après son élection. En mars 2014, le premier ministre Ali Zeidan est destitué par un vote du Congrès et contraint de fuir le pays.
En juin 2014, les élections législatives recueillent moins de 30 % de participation. En août, le gouvernement et la Chambre des représentants, le parlement nouvellement élu — qui doit remplacer le Congrès général national mais que les islamistes, battus aux élections, boycottent —, déménagent à Tobrouk, à plus de 1 000 km de la capitale libyenne jugée trop dangereuse. Quelques semaines plus tard, la coalition « Aube de la Libye » (Fajr Libya), formée par les groupes islamistes, prend le contrôle de Tripoli et reforme le Congrès général national,. Deux gouvernements se disputent alors la légitimité : celui de la Chambre des représentants, à Tobrouk, et celui du Congrès général national, à Tripoli. Le gouvernement de Tobrouk est cependant le seul à être reconnu par la communauté internationale.

#### Deuxième guerre civile

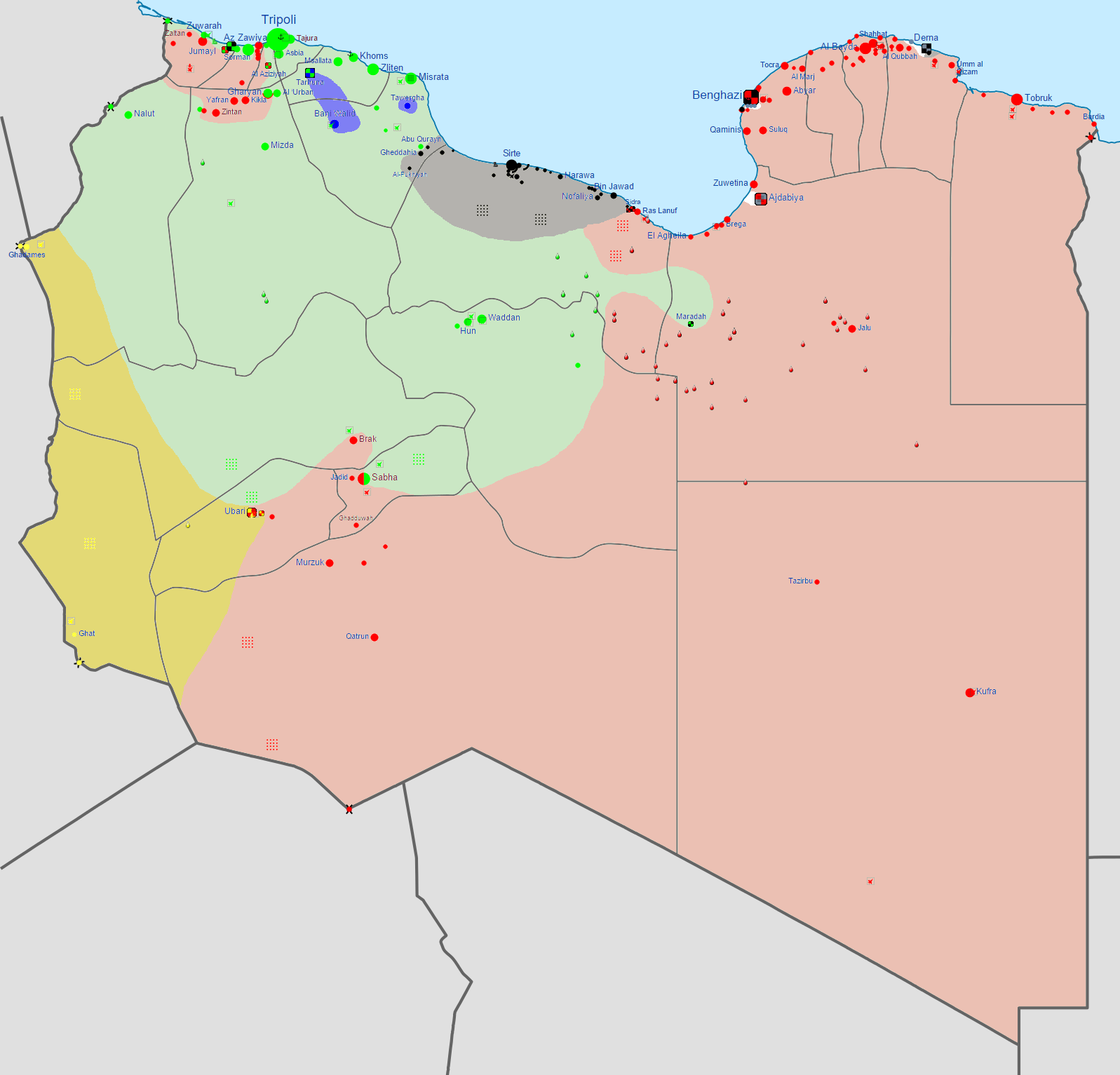
Guerre civile libyenne en 2015.
Chambre des représentants
Congrès général national
Milice islamiste Ansar al-Charia
État islamique
Touaregs

Après la chute du colonel Kadhafi, la Libye est marquée par la disparition de tout pouvoir central fort : les nouvelles autorités ne parviennent pas à s'imposer face aux milices armées formées pendant la révolution. Les milices sont de trois types : très souvent tribales ou locales (Misrata, Zintan, etc.), parfois religieuses (milices salafistes de Benghazi, etc.), ou personnelles (milice privée du général rebelle Haftar, etc.). La Libye est parcourue par une guerre entre clans régionaux et tribaux qui dessinerait trois ensembles plus importants aux pouvoirs eux-mêmes parcellaires : le « Grand Sud », la Cyrénaïque et la Tripolitaine.
La Libye est minée par la violence, l'instabilité politique et les menaces de partition, voire d'une nouvelle guerre civile,,. Les assassinats et les enlèvements deviennent de plus en plus fréquents, avec notamment une vague d'assassinats à Benghazi en octobre 2013. Le 11 septembre 2012, l'attaque du Consulat des États-Unis à Benghazi cause plusieurs morts, dont l'ambassadeur américain. En avril 2013, l'ambassade française à Tripoli subit un attentat. En 2013 et 2014, les États-Unis lancent plusieurs raids en territoire libyen, à l'insu du gouvernement local, pour capturer des individus suspectés de terrorisme. Ces opérations provoquent des crises politiques dans le pays et le bref enlèvement du Premier ministre par d'anciens rebelles.
En juillet 2014, la milice de Misrata alliée à des groupes islamistes affronte la milice de Zenten alliée à d'anciens soutiens de Kadhafi pour le contrôle de l'aéroport de Tripoli, tandis que d'autres groupes combattent en Cyrénaïque pour le contrôle des ressources pétrolières. En août, l'Égypte et les Émirats arabes unis mènent des bombardements répétés sur la capitale libyenne.
Fin 2014, le pays reste divisé entre Tripoli aux mains des milices islamistes et tribales de Misrata, qui tiennent également de nombreuses villes dont Derna, et le gouvernement et le parlement « légitimes », car issus des urnes, installés à Al-Baïda et à Tobrouk. L'effondrement de l'État libyen contribue à faire du pays l'une des principales zones de transit de l'immigration illégale à destination de l'Europe.
En 2014-2015, la Libye est également confrontée à l'implantation sur son sol de l'État islamique, notamment à Misrata, à Sabratha et à Syrte.
L'Organisation internationale pour les migrations note le développement de la traite d'êtres humains dans la Libye post-kadhafiste. Selon l'organisation, de nombreux migrants sont vendus sur des « marchés aux esclaves » pour 190 à 280 euros. Ils sont également sujets à la malnutrition, aux violences sexuelles, voire aux meurtres.

#### Nouveau gouvernement en 2016
Face à l'urgence de la situation en Libye, et à la progression de l'État islamique, la communauté internationale pousse à la formation d'un nouveau gouvernement. Après plusieurs mois de négociations, Fayez el-Sarraj forme officiellement, le 12 mars 2016, un gouvernement « d'union nationale », initialement rejeté par les parlements de Tripoli et de Tobrouk. Grâce au soutien des Occidentaux, ce gouvernement peut s'installer fin mars à Tripoli ; il obtient ensuite un vote favorable des parlementaires de Tobrouk, et installe progressivement son autorité. La reprise de la ville de Syrte à l'État islamique en Afrique du Nord, dont c'était la place forte, début décembre 2016, par les forces du gouvernement libyen d'union nationale d'el-Sarraj, soutenu par les capitales occidentales et les Nations unies, stoppe les velléités de l'État islamique dans ce pays.
Par contre, la situation reste bloquée entre le Premier ministre Fayez el-Sarraj issu du gouvernement d'accord national (GAN) et le chef de l'Armée nationale libyenne (ANL) du Khalifa Haftar. Des médiations diplomatiques entre ces deux partis se succèdent, en France, en juillet 2017 à La-Celle-Saint-Cloud, en France toujours en mai 2018 au palais de l'Élysée, puis à Palerme en Italie en novembre 2018, laissant espérer la reprise d'un dialogue. Mais l'assaut militaire déclenché en avril 2019 par les troupes de l'Armée nationale libyenne (ANL) du Khalifa Haftar sur Tripoli pulvérise à court terme les espoirs d'un règlement politique. Chacune des forces en présence multiplie les contacts et les alliances avec des puissances extérieures. Une nouvelle initiative diplomatique, turco-russe cette fois, pour obtenir la signature à Moscou d'un cessez-le-feu en Libye tourne court, en janvier 2020. Le 23 octobre 2020, un cessez-le-feu permanent avec effet immédiat est signé.

#### Nouveau gouvernement de 2021
Le 5 janvier 2021, les différentes parties du conflit en Libye s'accordent lors du Forum de dialogue politique libyen parrainé par l'ONU sur un nouveau conseil présidentiel dirigé par Mohammed el-Menfi et un nouveau gouvernement dirigé par Abdel Hamid Dbeibah afin d'organiser une élection présidentielle et des élections législatives le 24 décembre 2021.
Le passage d'un cyclone subtropical méditerranéen en septembre 2023 provoque la rupture de deux barrages près de la ville de Derna, dans l'est du pays, conduisant à des inondations massives. Plus de 11 000 personnes meurent noyées et des milliers d'autres sont portées disparues. Des fissures étaient apparues dans ces ouvrages construits dans les années 1970, et les travaux d'entretien n'avaient pas été engagés malgré des fonds alloués et probablement détournés.
En 2022, un gouvernement de stabilité nationale (GSN) est créé par le général Haftar à Benghazi. Ce gouvernement contrôle tout l’est et le centre du pays, ne laissant que le nord-ouest au GUN et une bande de territoire avec les oasis de Koufra et Qatrun au sud à d’autres factions.
La situation du GSN se normalise à partir de 2024, sous l’influence de plusieurs ressorts, selon Driss Rejichi. Le général Haftar développe sa diplomatie avec ses deux fils Saddam et Khaled et le diplomate Abdelhadi Lahouij, qui dirige le nouveau ministère : ces quatre représentants du GSN reçoivent des délégations diversifiées : outre les alliés traditionnels (Russie, Biélorussie, Tchad, Égypte), des délégations américaine, philippine, la première ministre italienne Giorgia Meloni ainsi que son ministre de l’Intérieur et le chef du renseignement italien, du Vatican, de l’ONG française Acted, l’ambassadeur de Suisse, les représentants de l’ONU. La Chine envisage d’ouvrir des bureaux officiels à Benghazi et Sebha. L’ONU, prenant acte du refus du général Dbeibah de quitter le pouvoir comme promis, rééquilibre la balance entre le GUN, toujours considéré comme le représentant de la Libye, et le GSN. De plus, la gestion des flux pétroliers et migratoires du général Dbeibah est considérée comme insatisfaisante. Un autre fils du général Haftar, Belkacem Haftar, dirige le fonds de développement et de reconstruction, ce qui lui vaut de multiplier les rencontres à l’étranger pour négocier les chantiers de reconstruction dans la partie du pays contrôlée par Benghazi. Le volet économique des contacts internationaux du GSN est une autre composante importante de ces contacts ; les intérêts de firmes étrangères lui ont permis des rencontres aux États-Unis, au Royaume-Uni et en France. L’allié du GUN, la Turquie, a aussi envoyé plusieurs délégations et envisage d’ouvrir un consulat à Benghazi, et Saddam Haftar a été reçu à Ankara. Plein d’assurance, le général Haftar invite le 15 mai 2025 les délégations officielles à déménager de Tripoli à Benghazi. Enfin, les États-Unis ont repris des contacts afin de contrer les ambitions russes en Afrique.
À Tripoli, les groupes armés s’affrontent à nouveau à partir du 12 mai 2025.

## Régime politique
Porté au pouvoir par un coup d'État en 1969, Mouammar al-Kadhafi instaure la République arabe libyenne, régime d'inspiration socialiste, sur le modèle de l'Égypte dirigée par Gamal Abdel Nasser, gouvernée par un Conseil de commandement de la révolution. En 1973, sont formés des comités populaires conçus comme lieux de l'exercice d'une démocratie directe. En 1977, une nouvelle constitution, dite Déclaration sur l'avènement du Pouvoir du Peuple, donne au mode de gouvernement de la Libye le nom officiel de Jamahiriya arabe libyenne populaire et socialiste (Jamahiriya étant un néologisme traduisible par État des masses) dans laquelle le pouvoir exécutif est partagé entre le Guide de la révolution et seize représentants du Congrès général du peuple, qui est l'organe législatif, et son bureau politique.
À partir de février 2011, ce pouvoir est contesté par une insurrection qui prend naissance à Benghazi et se propage sur une vaste portion du territoire libyen. Les rebelles et les régions qu'ils contrôlent sont dirigés dès le 27 février par un Conseil national de transition (CNT) présidé par l'ancien ministre de la Justice Moustapha Abdel Jalil. Après le 22 août 2011, la rébellion contrôle également la quasi-totalité de la capitale libyenne, réduisant ainsi l'ancien pouvoir de Kadhafi à une portion congrue. Beni Ulid et Syrte, derniers bastions de Kadhafi, tombent à l'automne ; Mouammar Kadhafi lui-même est capturé et tué en tentant de s'enfuir de Syrte.
La Libye entame alors une difficile période de transition politique. Une « déclaration constitutionnelle » provisoire, adoptée le 3 août 2011, définit la Libye comme « un État démocratique indépendant où tous les pouvoirs dépendent du peuple » et prévoit de garantir le pluralisme politique et religieux, tout en basant la législation sur la charia. Le CNT annonce qu'il ne prévoit de garder le pouvoir que jusqu'à la réunion d'une assemblée constituante, qui devra désigner un nouveau gouvernement et rédiger une constitution, soumise ensuite à référendum, préalable à des élections libres.
Le 7 juillet 2012, un Congrès général national est élu au suffrage universel. À compter de sa première réunion, le 8 août, il se substitue au CNT et est chargé de désigner un nouveau gouvernement de transition, en attendant la mise en place des institutions définitives. Le nouveau régime connaît cependant les plus grandes difficultés à constituer une autorité centrale forte, et doit compter avec de nombreuses milices armées tribales ou régionales, notamment islamistes, qui se sont constituées durant la guerre civile et font planer des menaces de partition du pays. Le pays apparaît bientôt comme un « État failli ». En 2014, après la tenue d'élections législatives en juin, la Libye, qui n'a toujours pas de véritable constitution, sombre dans une nouvelle guerre civile : deux gouvernements rivaux, celui de la Chambre des représentants issu des élections législatives, à Tobrouk, et celui du Congrès général national, s'affrontent.
Un nouveau gouvernement est nommé en mars 2021 afin d'organiser des élections présidentielle et législatives.

## Subdivisions

Les trois provinces traditionnelles de Libye

Depuis l'Antiquité jusqu'à l'occupation italienne dans les années 1930, on distinguait trois provinces en Libye. À l'ouest, la Tripolitaine, dont la partie « utile » est caractérisée par un réseau d'agglomérations anciennes et qui constitue une vieille région agricole. Cette région est proche sur le plan culturel et par son histoire de la Tunisie voisine. La Cyrénaïque, à l'est du pays, est une région de tradition pastorale, tournée par son histoire vers l'Égypte. Le Fezzan (ancienne Marmarique des Grecs), au sud de la Tripolitaine, est entièrement situé en zone désertique et constitue une région faiblement peuplée. Depuis l'indépendance en 1951, ce découpage a été modifié à plusieurs reprises. Mais, malgré les bouleversements de la société provoqués par le pétrole, et les mutations à marche forcée imposées par le gouvernement de Kadhafi, les clivages persistent entre les populations de la Cyrénaïque et de la Tripolitaine.
De 1951 à 1975/1983, la Libye est subdivisée en 3 puis 10 gouvernorats (muhafazat). Elle est par la suite subdivisée en districts, appelés baladiyat (1983-1995), puis, à partir de 1995, en quartiers appelés shabiyat. Le dernier découpage administratif (2007), en vigueur début 2011, délimite 22 districts, appelés en arabe shabiyat (arabe : شعبية shabiyah, pluriel شعبيات shabiyat) et parfois traduits par « quartiers » ou « municipalités ». Par ailleurs, à un échelon inférieur, des congrès populaires (arabe : مؤتمر شعبي أساسي mu'tamar shaʿbi asāsi) constituent une subdivision, utilisée pour la désignation de représentants.

## Économie

Évolution historique du PIB par habitant de l'Libye

Lorsqu'elle accède à l'indépendance en 1951, la Libye, à la fois isolée et dénuée de ressources naturelles, est un des pays les plus pauvres du monde. Son économie est dominée par l'agriculture essentiellement pratiquée dans les régions côtières qui emploie alors 70 % de la population active et procure environ 30 % du produit national brut (PNB) tout en étant très dépendante de facteurs climatiques. La découverte en 1958 de champs de pétrole de grande taille a transformé l'économie du pays. La production de pétrole croît très rapidement atteignant 3 millions de barils par jour au cours des années 1960 et faisant de la Libye un des principaux exportateurs. Elle s'accompagne d'une élévation du niveau de vie très rapide : dans les années 1970 le PNB par habitant de la Libye est le plus élevé de toute l'Afrique. Néanmoins, pendant toute la période Kadhafi, l'économie a été freinée par son caractère dirigiste (en 2005, le secteur privé ne représente que 2 % du PNB) ainsi que par les sanctions internationales.

### Le pétrole comme principal levier économique

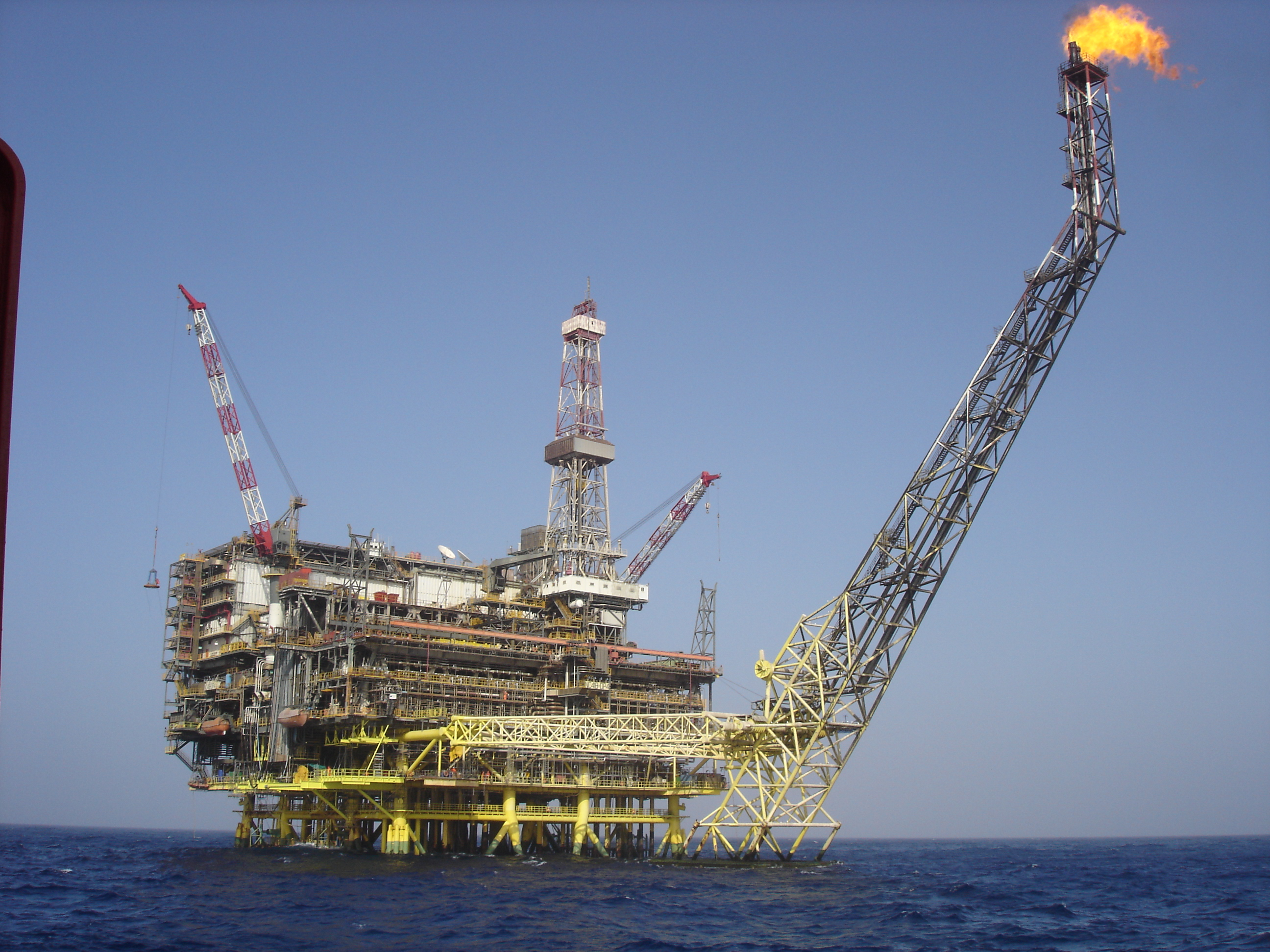
Plateforme de production de pétrole sur la côte libyenne.

La Libye est à la neuvième place au palmarès des producteurs OPEP pendant la décennie 2010, derrière l'Arabie saoudite et l'Irak, l'Iran et les Emirats, mais aussi le Koweït, le Nigéria et le Venezuela. C'est aussi le troisième producteur de pétrole brut en Afrique après le Nigeria et l'Angola, devant l'Algérie. Mais la Libye dispose de la plus grande réserve de pétrole en Afrique, ses réserves sont estimées à 46,4 milliards de barils en 2011. La Libye est donc un des acteurs majeurs de l'Organisation des pays exportateurs de pétrole (OPEP).
Le pétrole libyen est de qualité, peu cher à produire et proche des centres de consommation. La capacité de production est en partie handicapée par la faiblesse des investissements liée à l'embargo qui n'a été levé qu'en 2003 et qui découlait des sanctions économiques décidées par le Conseil de sécurité des Nations unies en 1986 et prolongé en 1993 (voir : Résolution 748 (1992) et Résolution 883 (1993)).

Le pétrole est la ressource principale de l'État libyen.

Le pétrole fournit en 2005 93 % des recettes du pays et 95 % de ses exportations. La part des revenus du pétrole dans le PNB est particulièrement forte puisqu'elle est le double de celle de l'Arabie saoudite et le triple de celle de l'Iran. En 2006 la production est de 1,8 million de barils par jour (2010) essentiellement concentrée sur le bassin de Syrte dont 270 000 sont consommés sur place et le reste exporté en majorité (85 %) dans les pays européens. L'industrie pétrolière est gérée par l'entreprise nationale publique National Oil Corporation (NOC) qui dispose d'une participation majoritaire dans tous les consortiums montés avec les compagnies pétrolières étrangères dans le domaine de l'exploration, de la production et du raffinage.
La Libye dispose également de réserves importantes de gaz naturel (1 548 milliards de m³) qui sont jusqu'à présent peu exploitées : 28 milliards de m³ (2009) sont produits et la moitié est utilisée dans le pays, en particulier dans des centrales de production électrique. Une partie du gaz est exportée vers l'Italie par le gazoduc Greenstream.
La Libye dispose de cinq raffineries d'une capacité de traitement totale de 378 000 barils par jour. Les deux plus importantes se trouvent à Ras Lanouf (220 000 bbl/j) et à Zaouïa (120 000 bbl/j).
Le pétrole est la ressource quasi unique du pays qui reste fortement dépendant de l'étranger pour tout le reste. Le pétrole contribue directement à la formation du PNB à hauteur de 35 %, le secteur des services représente 45 % du PIB, la construction 7 %, l'industrie 7 % et l'agriculture 8 % (chiffres de 2005).

### Autres secteurs économiques
Environ 1 % de la superficie de la Libye est cultivée et 8 % permet le pâturage. Les superficies recevant entre 250 et 500 mm de précipitations annuelles représentent 9 400 km2 dans les régions de Djeffara et du djebel Nefoussa à l'ouest et 13 000 km2 dans la région de Benghazi et du djebel Akhdar.

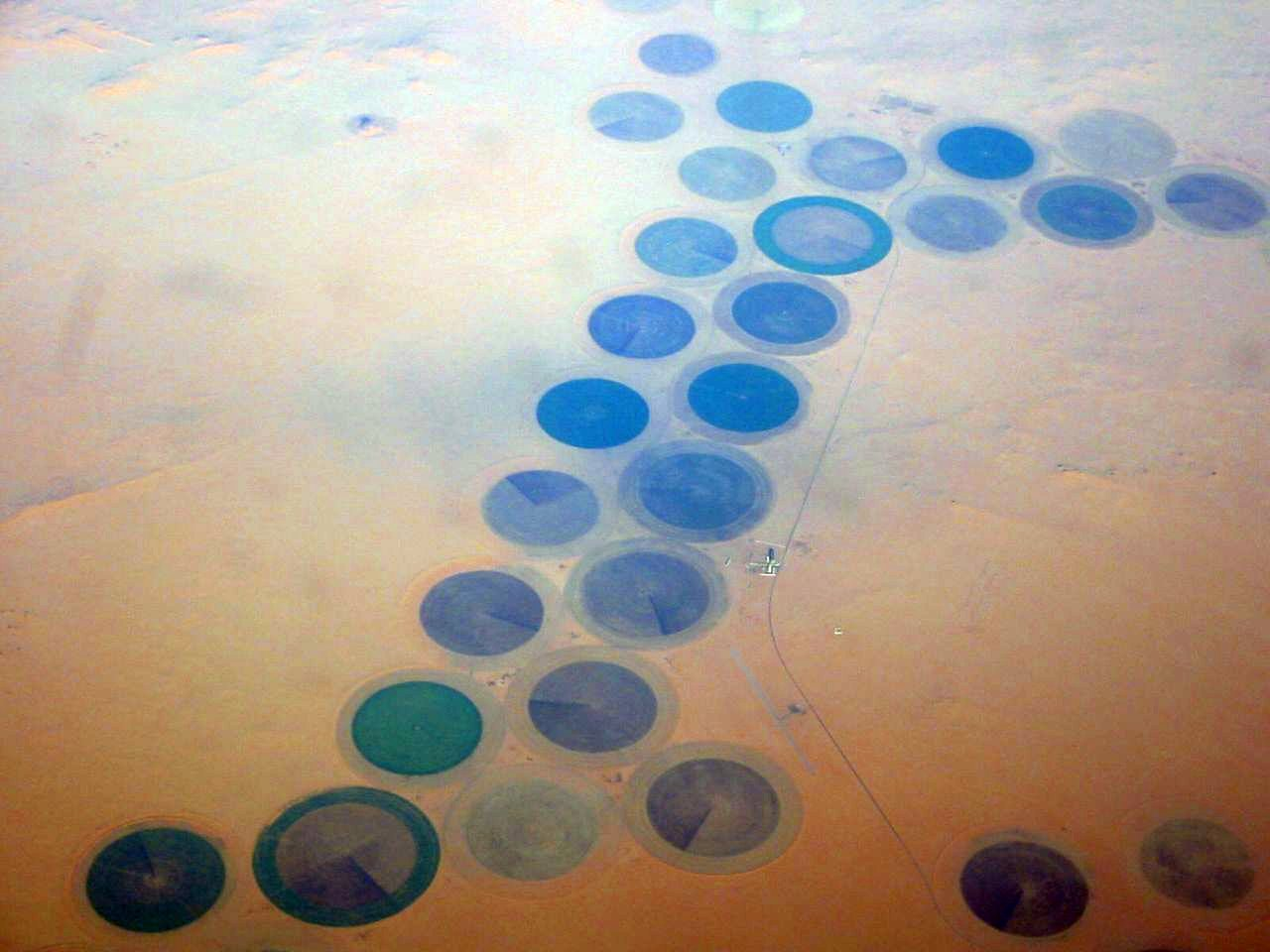
Cultures arrosées par rampe pivot à Koufra en plein Sahara

La région de Djeffara est la seule ayant une tradition agricole. Les principales productions sont le blé, l'orge, les tomates, les citrons, les pommes de terre, les olives, les figues, les abricots et les dattes. Les projets d'expansion de la production agricole en utilisant les abondantes réserves d'eau fossile (projet de la Grande rivière artificielle) n'ont pas donné de résultats significatifs. Malgré la volonté de ses dirigeants, la Libye est complètement dépendante des importations pour l'alimentation de sa population. L'industrie porte essentiellement sur la transformation des produits agricoles, la production de textiles, de ciment, d'acier à partir de minerai de fer importé et d'aluminium. Les unités de production sont souvent en mauvais état et sous-utilisées.
Malgré un bon potentiel (désert aux paysages spectaculaires, réseau dense de villes de l'Antiquité bien conservées, côte se prêtant au tourisme balnéaire), le tourisme est peu développé (environ 300 000 touristes en 2003 selon les statistiques officielles) car il manque des infrastructures d'accueil et des sociétés consacrées à cette activité.

### Infrastructures
Deux routes transafricaines se croisent en Libye:
1. Transafricaine 1, Le Caire - Dakar
2. Transafricaine 3, Tripoli - Le Cap

La Libye dispose d'un réseau de routes asphaltées de 47 900 km et de deux aéroports internationaux à Benghazi et Tripoli. Il existe des plans pour relier par chemin de fer en voie normale les principales villes côtières de la Tripolitaine mais en 2011 la Libye ne dispose d'aucune infrastructure ferroviaire. Des ports sont implantés à Al Khums, Benghazi, Darnah, Marsa al Burayquan, Misratah, Ras Lanuf, Tobrouk, Tripoli et Zuwarah. Le pays dispose d'un réseau de 4 983 km de pipelines pour le transport de pétrole brut, de 443 km pour les produits pétroliers raffinés et de 1 947 km pour le gaz.

#### Projet de la grande rivière artificielle
La Libye dispose d'énormes réserves d'eau fossile souterraine stockées dans une série d'aquifères situés dans les régions centrales et méridionales du pays. Pour combler le déficit en eau des régions habitées et des zones agricoles, le projet de la Grande rivière artificielle (Great Man Made River ou GMMR) a été lancé au début des années 1980. Il s'agit de construire un réseau de canalisations, de réservoirs tampon et de stations de pompage amenant 5 millions de mètres cubes par jour dans les provinces côtières. Le coût du projet qui devait s'achever en 2010 était estimé à l'époque à 30 milliards de dollars. La première phase, achevée en 1991, apporte 2 millions de m³/jour dans la région de Benghazi et de Syrte. La deuxième phase qui est également achevée achemine 1 million de m³/j depuis le Fezzan jusque dans la région de Tripoli et la plaine de la Djeffara. La troisième phase, prévue pour ajouter 1,68 million de m³ de débit journalier, n'avait pas été achevée lors de la chute de Kadhafi.

### Niveau de vie
En 2010 le produit national brut (PNB) atteint 74 milliards de dollars et le PNB par habitant de 12 020 dollars situe la Libye parmi les cinquante pays les plus prospères. En 2011, dans un contexte de guerre civile, le PNB tombe à 34 milliards de dollars et le PNB par habitant à 4 700 dollars. En 2007, la Libye est le pays le plus développé d'Afrique si on se réfère au classement IDH (Indice de développement humain) établi par le Programme des Nations unies pour le développement, celui-ci étant de 0,840. En 2013, selon le même organisme, l'IDH de la Libye a connu la plus forte baisse annuelle parmi les 187 pays examinés, pour redescendre à 0,784.
En 2017, 60 % de la population libyenne souffre de malnutrition. 1,3 million de personnes sont alors en attente d'une aide humanitaire d'urgence, sur une population totale de 6,4 millions d'habitants.

## Démographie

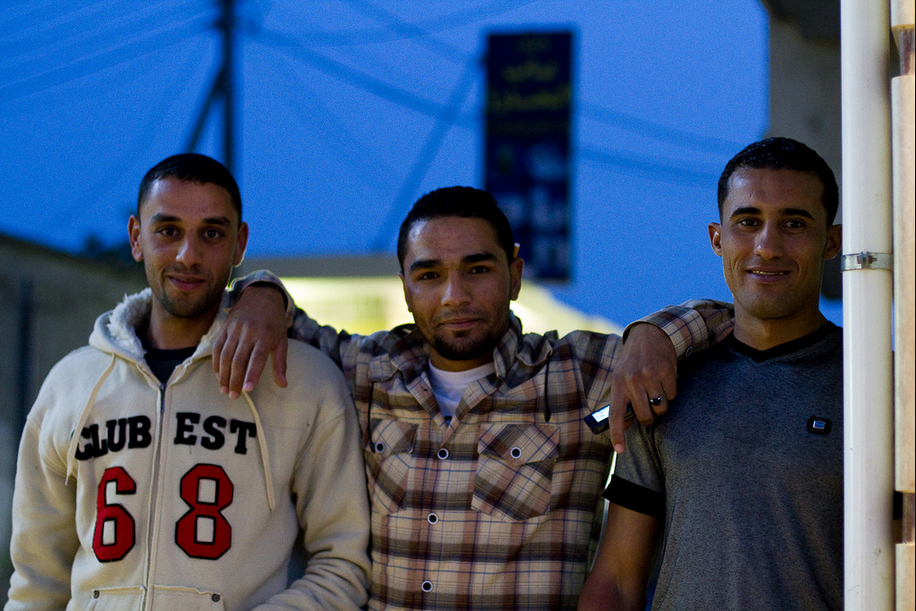
Des Libyens à El Beïda.

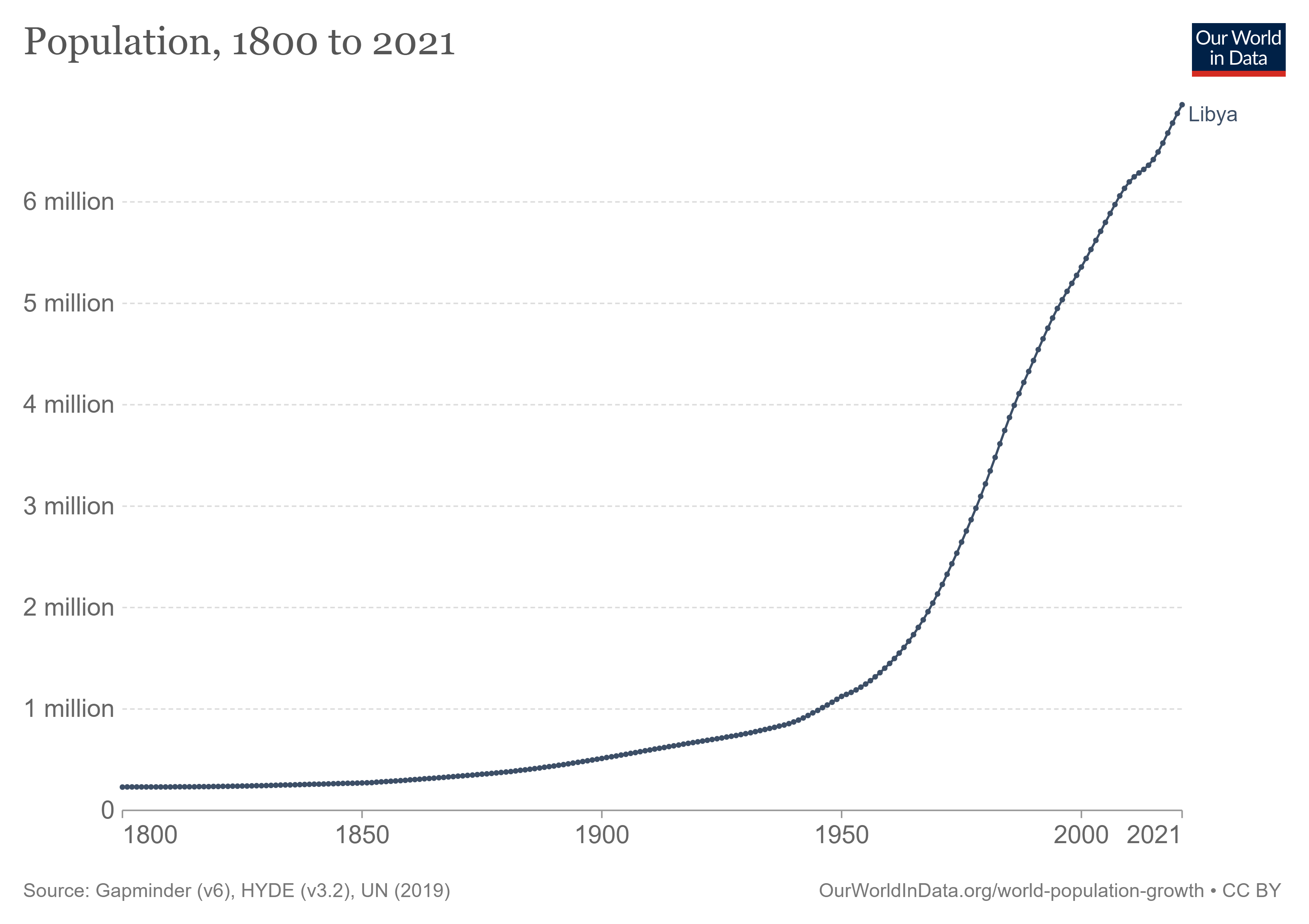
Évolution de la démographie entre 1800 et 2021. Population en millions d'habitants.

Carte de la composition ethnique de la Libye.

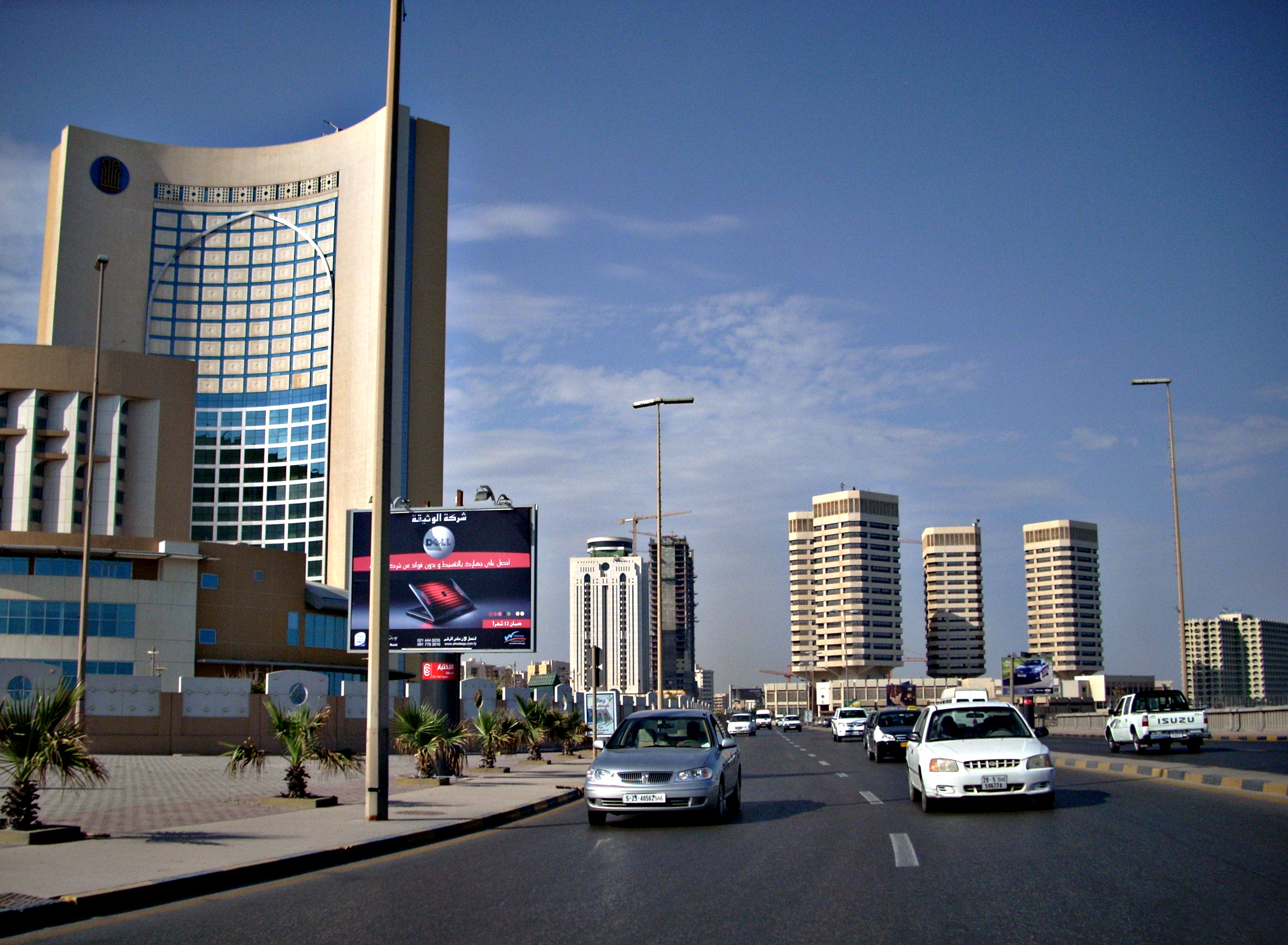
Tripoli, la capitale, compte environ 1.5 million d'habitants

La Libye a une population totale de 6,6 millions d'habitants. Cette population était de 1,09 million en 1951, 2,06 millions en 1964 et 3,6 millions en 1984. Du fait d'un taux de croissance de 3,3 % sur la période 1960-2003, l'un des plus élevés du monde, la moitié de la population a moins de 15 ans. La transition démographique est toutefois amorcée avec un taux de croissance tombé à 2 % et un taux brut de natalité ramené de 49 pour mille à 27 pour mille en 2003. La majeure partie des habitants réside dans une étroite bande côtière. La densité atteint ainsi 50 habitants par km² dans les régions de la Tripolitaine et de Cyrénaïque mais tombe à moins de une personne par km² dans le reste du pays. 90 % de la population est concentrée sur 10 % de la superficie. La population urbaine, qui constituait en 1970 45 % du total, représente en 2003 86 % de la population, un des taux les plus élevés au monde.
La population est concentrée en majeure partie dans les trois plus grandes villes du pays Tripoli, Benghazi et Al Bayda. Tripoli (1,5 million d'habitants), la capitale du pays et de la région de la Tripolitaine, est une ancienne cité qui remonte à l'Antiquité (Oea). Elle rassemble une partie des administrations centrales, joue un rôle commercial majeur, notamment grâce à son port et à un tissu de petites et moyennes entreprises. La capitale se trouve au centre d'un réseau assez dense de villes de petite et moyenne taille que dominent Misrata et Zaouïa et qui absorbe aujourd'hui la majeure partie de la croissance démographique de la région.
Benghazi (700 000 habitants), capitale régionale de la Cyrénaïque, n'était qu'une modeste bourgade de 2 000 habitants à la fin du XIXe siècle au cœur d'une région dominée par le pastoralisme. Elle connaît une certaine croissance lors de la conquête par l'Italie de la région en 1932 qui entraîne la mise en culture de l'arrière-pays relativement bien arrosé. Mais elle prend principalement son essor avec la découverte en 1959 des champs de pétrole qui bordent le golfe de Syrte situés à environ 200 km de la ville. Les compagnies pétrolières y installent leurs services administratifs et les ateliers de réparation, ce qui entraîne un développement rapide des secteurs secondaire et tertiaire. La Cyrénaïque compte par ailleurs quatre autres villes d'une centaine de milliers d'habitants chacune : Tobrouk, le seul port naturel du pays, Ajdabiya, Al Bayda et Darnah.
La partie saharienne du pays compte quelques agglomérations d'importance. Koufra au cœur du désert Libyque et à 900 km du golfe de Syrte doit son développement à la volonté du gouvernement libyen d'exploiter les ressources de la nappe phréatique, mais surtout à son rôle de carrefour commercial sur la route menant au Tchad et au Soudan. Sabha (120 000 habitants) située sur la route commerciale menant au Sahara oriental a bénéficié d'une politique de décentralisation volontariste de l'État libyen et sert de plaque tournante à un commerce en partie informel où s'échangent produits alimentaires et produits manufacturés.
La population libyenne est composée principalement de Berbères, de Berbères arabisés, d'Arabes et de descendants de Turcs. Un petit nombre de groupes tribaux Haoussa et Toubous, dans le sud de la Libye, pratiquent un mode de vie nomade ou semi-nomade. La Libye accueille un grand nombre d'émigrants étrangers qui sont en majorité originaires d'Égypte et d'Afrique subsaharienne. 6 000 Italiens sont en partie les descendants des anciens colons dont la majorité ont quitté le pays lors de son accession à l'indépendance en 1947 et surtout en 1970 après l'arrivée au pouvoir de Kadhafi. Une partie des immigrants, en majorité égyptiens et originaires de l'Afrique subsaharienne, sont illégaux.
La principale langue utilisée est l'arabe (arabe libyen) parlé par 80 % des Libyens ainsi que l'arabe standard moderne, qui est également une langue officielle. La langue berbère est une langue reconnue mais non officielle, utilisée par 20 % de la population (Berbères libyens et Touaregs). La majorité de la population berbérophone est concentrée dans le nord-ouest : dans le djebel Nafoussa (où est parlé le nafusi), la région du Yefren et la ville côtière de Zouara. La langue berbère est aussi parlée dans certains oasis tels que Soknah et Awijlah ; le tamahaq dans la région de Ghat par environ 17 000 personnes et le zénète dans la région de Yafran.
Les locuteurs berbères vivent essentiellement dans le djebel Nefoussa dans la région de la Tripolitaine, dans la ville de Zouara sur la côte et dans les villes oasis de Ghadamès, Ghat et Awijilah. Les langues touboues sont parlées par des locuteurs vers les villages de Katroun et de Koufra. L'italien et l'anglais sont parfois pratiqués dans les grandes villes, surtout par les générations les plus âgées pour l'italien. Selon le Rapport sur les réfugiés dans le Monde 2008 publié par le comité américain sur les réfugiés et les immigrants, la Libye abrite une population de réfugiés et de demandeurs d'asile de 16 000 personnes en 2007. Sur ce nombre, environ 9 000 personnes proviennent de la Palestine, 3 200 du Soudan, 2 500 de la Somalie et 1 100 de l'Irak. Les immigrés tunisiens en Libye sont estimés à environ 211 000 personnes.
Il existe environ 140 tribus et clans en Libye. La majorité de la population, qui autrefois avait un mode de vie nomade et dormait sous des tentes, vit aujourd'hui dans les villes dans des immeubles et des maisons, faisant disparaître les traditions. Un petit nombre de Libyens continuent de vivre dans le désert avec leurs familles comme ils le faisaient depuis des siècles. La plupart des habitants sont employés dans l'industrie, le secteur tertiaire et une petite fraction de la population dans l'agriculture.
En 1938, du temps de la colonisation italienne, il y avait plus de 840 000 colons italiens en Libye. Entre 1943 et 1947, la plupart quittent la Libye. Une autre vague de départs aura lieu entre 1969 et 1972. De nos jours,(estimations de 2011), les Italiens sont environ 15 000, et surtout implantés en Tripolitaine, où certains vivent de l'agriculture. Ils sont généralement bilingues, et en plus de l'italien, ils maîtrisent très bien l'arabe, surtout depuis le début des années 1970 avec la politique d'arabisation du régime, où la langue italienne et l'alphabet latin furent interdits dans l'administration, et l'affichage (commerces, écoles, etc.)[réf. nécessaire]

## Éducation

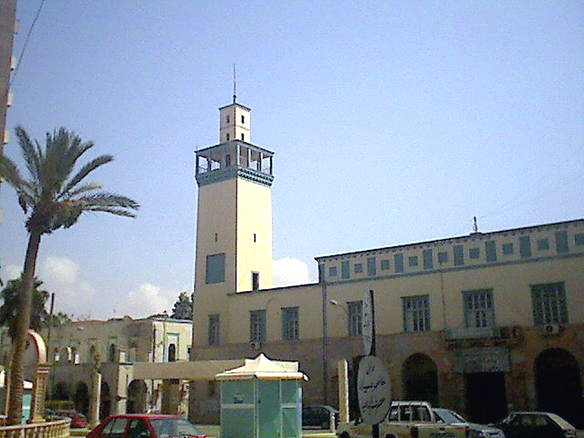
Le campus de l'ancienne université de Benghazi (Al-Jami'a al-Libiya), première université de Libye.

Sous le régime de Kadhafi, l'enseignement en Libye accueille 1,7 million de personnes dont 270 000 étudiants. L'éducation est gratuite pour tous les citoyens et obligatoire jusqu'au niveau du secondaire. Le taux d'alphabétisation, avec 82 % de la population sachant lire et écrire, est le plus élevé d'Afrique du Nord.
Après l'indépendance de la Libye en 1951, la première université du pays ouvre ses portes à Benghazi. Le nombre d'étudiants en 1975/1976 atteint 13 418 et passe à 200 000 en 2004 auxquels il faut ajouter 70 000 personnes suivant des formations de technicien supérieur ou professionnelles. La croissance rapide des effectifs s'est traduite par un accroissement parallèle du nombre d'établissements d'enseignement supérieur.
Depuis 1975 le nombre d'universités est passé de 2 à 9 et le nombre d'instituts de formation professionnelle et de techniciens supérieurs (dont l'apparition remonte à 1980) est passé à 84. L'enseignement supérieur est financé essentiellement par le budget national et représente 38,2 % de celui-ci.
Les principales universités libyennes sont :
- Université de Tripoli à Tripoli ;
- Université de Benghazi à Benghazi[137];
- Université Omar Al Mukhtar à Beïda.

Universités privées
- Libyan International Medical University

Les principaux instituts technologiques sont :
- l'Institut supérieur de technologie informatique à Tripoli ;
- l'Institut supérieur d'électronique à Tripoli.

## Culture
| Date        | Nom français                                         | Nom local       | Remarques        |
| ----------- | ---------------------------------------------------- | --------------- | ---------------- |
| 28 mars     | Fête de l'évacuation des bases militaires étrangères |                 |                  |
| 7 octobre   | Fête de l'évacuation des troupes italiennes          |                 |                  |
| 24 décembre | Jour de l'indépendance                               | Eid El Istiqlal | prononcé en 1951 |

### Langues

#### Langues étrangères
La langue étrangère principale, parlée en seconde langue, est l'anglais, qui est aussi la langue la plus parlée des classes supérieures. L'italien compte plus de 50 000 locuteurs en seconde langue, surtout en Tripolitaine. À un moment donné, l'Italien était la seconde langue des plus de 65 ans éduqués qui avaient connu la colonisation italienne. L'Italie étant devenue le premier partenaire commercial, l'italien reprend de la vigueur depuis quelques années, surtout depuis la levée de l'embargo des années 1990/2000. Longtemps associée au colonialisme italien, la situation changera entre 2007 et 2009 quand l'Italie demandera le pardon de la Libye pour le colonialisme, et qu'elle indemnisera ce pays, pour tourner la page du passé colonial de l'Italie. Mais de nombreuses plaies demeurent.
Le français est parfois parlé. Le turc, très marginal, avec un faible nombre de locuteurs, reste une langue de culture : Tripolitaine et Cyrénaïque ont longtemps été des dépendances de l'Empire ottoman, avant 1912.
Les jeunes se tournent désormais vers les langues occidentales : anglais pour le plus grand nombre, italien et français. Les autres langues enseignées dans les universités sont l'allemand, le chinois, et le russe.

### Religions
La plus grande partie de la population (97 %) est de confession musulmane. Le sunnisme y est prédominant. Une minorité, surtout localisée dans le djebel Nefoussa, adhère à l'ibadisme (une branche du kharidjisme).
Le pays compte également 3 % de chrétiens soit près de 100 000 baptisés dont la majorité sont catholiques. Ces derniers dépendent du vicariat apostolique de Tripoli, de celui de Benghazi et de celui de Derna. Jusque dans les années 1970, il existait une communauté juive en Libye. Forte d'environ 36 000 membres à l'indépendance en 1948, elle a massivement émigré en Israël et dans une moindre mesure en Italie en raison du réveil du nationalisme arabe et des soubresauts du conflit israélo-arabe.
L'International Religious Freedom Report 2004 indique que "les personnes manifestant leur foi chrétienne de façon visible tels les évêques, les prêtres et les religieuses ne font presque jamais l'objet de discrimination par les Libyens et qu'elles s'entendent bien avec le gouvernement libyen". Le rapport souligne également que les non musulmans n'ont pas signalé d'incidents de harcèlement ni par les autorités ni par la majorité musulmane du pays. International Christian Concern n'a pas inclus la Libye parmi les pays où il y a "persécution ou discrimination sévère contre les chrétiens".

### Condition féminine
À la fin des années 1960, moins de 10 000 d'entre elles avaient atteint un niveau d'éducation supérieur, les femmes étant soumises à un système patriarcal depuis des siècles.[réf. souhaitée]
À partir de 1969, le colonel Kadhafi fait de leur statut l'un des piliers de la transformation de la société : scolarité obligatoire jusqu'à 16 ans, autorisation du mariage portée à 18 puis à 20 ans, éducation mixte jusqu'au secondaire. En 2008, les Libyennes sont majoritaires dans les universités nationales.[réf. souhaitée]
En 1970, une loi a été adoptée qui affirmait l'égalité des sexes et insistait sur la parité salariale. En 1971, Kadhafi soutient la création d'une Fédération générale des femmes de Libye. En 1972, une loi est adoptée pénalisant le mariage des filles de moins de seize ans et fait du consentement de la femme une condition indispensable pour le mariage.
En 2019, une parlementaire, Seham Sergiwa, a été enlevée à Benghazi et n'a pas été revue. Elle avait critiqué l'offensive lancée par Khalifa Haftar sur Tripoli. Le 10 novembre 2020, l'activiste libyenne Hanane Al-Barassi, qui donnait constamment la parole aux femmes libyennes victimes de violences dans le pays et dirigeait une association locale qui défende les droits des femmes, a été assassinée en pleine rue à Benghazi par des hommes armés. Elle était également une figure de lutte contre la corruption, et avait déclaré la veille de sa mort qu'elle voulait exposer des détails au sujet du fils du maréchal Khalifa Haftar, Saddam. Selon Amnesty « L’assassinat d’Hanane met en évidence la menace qui pèse sur la vie des femmes qui s’expriment sur les questions politiques en Libye ».

### Médias
Le pays dispose d'une chaîne de télévision publique, Libya Al Watanya, qui a succédé à l'ancienne télévision d'État Aljamahiriya TV après la chute de Mouammar Kadhafi. La fin de la dictature a également favorisé l'émergence de nombreuses stations de radio privées. Avant 1972, il y avait des journaux qui paraissaient en Italien et en Anglais en Libye, mais à partir de 1970, ils furent interdits avec la politique d'Arabisation du régime. Depuis la chute du régime Kadhafi en 2011, la presse et les médias en langues étrangères sont de nouveau autorisés. Il pourrait y avoir à l'avenir des chaines TV et des journaux en Anglais, Italien, et Français, en plus de l'Arabe.

### Cinéma

#### Cinéma libyen
La Libye est d'abord représentée au cinéma dans de courts films documentaires au moment où l'Italie occupe la Libye. Dans les années 1950, le royaume de Libye produit quelques documentaires courts à propos de la cité antique de Leptis Magna. Mais le premier film libyen au sens fort du terme, réalisé et joué par des Libyens, est Indama Yaqsu al-Zaman (Le destin est très dur), Abdella Zarok, qui sort en 1972 et est tourné en noir et blanc. The General Organization for Cinema est alors créée et joue un rôle important dans la production de nombreux films, principalement des courts métrages et des documentaires mais aussi plusieurs longs métrages (elle disparaît en 2010). Entre 1940 et 1960, de nombreux cinémas ouvrent en Libye, mais ils diffusent principalement des films italiens, égyptiens, indiens ou américains. Le public libyen n'a alors que très difficilement accès aux films libyens, qui ne sont visibles que dans la salle de projection de l'Organisation du cinéma à Tripoli et qui ne sont que très rarement édités en VHS. À partir de 1975, le gouvernement prend le contrôle des cinémas et leur interdit l'accès aux films étrangers ; les salles ferment peu à peu. La chute de Mouammar Kadhafi fin 2011, rend possible un redémarrage de la production de films et la réouverture de cinémas dans le pays.

#### Libye dans les films étrangers
Le film historique du réalisateur américain Moustapha Akkad Le Message, qui sort en 1976 et relate la vie du prophète Mahomet, est tourné en grande partie en Libye. Un autre film historique du même réalisateur, Le Lion du désert, sorti en 1981, traite de la guerre du désert et de la résistance des Bédouins, menés par Omar al-Mokhtar, contre l'armée italienne du général mussolinien Rodolfo Graziani en 1929.
Plusieurs films évoquent la Seconde Guerre mondiale et l'offensive du Général Rommel en Libye, et en particulier à Tobrouk.
Plusieurs films évoquent ces opérations :
- The Rats of Tobruk, film australien de 1944.
- Along the Great Divide, Une corde pour te pendre, film américain sorti en 1951 avec Kirk Douglas.
- Les Rats du désert, film américain sorti en 1953 et relatant les faits d'armes de la 7e division blindée britannique.
- Un taxi pour Tobrouk, film français de 1960, de Denys de La Patellière avec Lino Ventura, Charles Aznavour, Maurice Biraud et Hardy Krüger.
- Tobrouk, commando pour l'enfer, film américain de 1967, d'Arthur Hiller avec Rock Hudson et George Peppard.
- Le Cinquième Commando, film américain de 1971, d'Henry Hathaway avec Richard Burton.
- La Bataille de Tobrouk, film tchèque de 2008, de Jan Meduna.
- La bataille de Tobrouk, film slovaco-tchèque de 2010, de Václav Marhoul avec Jan Meduna, Petr Vanek et Robert Nebrenský.

Et une série :
- Commando du désert (1966-1968), une série télévisée américaine basée sur les faits d'armes de la 7e division blindée britannique.